# Museo Aeronáutico de Maracay
El Museo Aeronáutico Cnel (Av) Luis Hernán Paredes, más conocido como el Museo Aeronáutico de Maracay, es un museo de tecnología aeronáutica militar y civil gestionado por la Aviación Militar Bolivariana de Venezuela destinado a conservar, restaurar y preservar el patrimonio aeronáutico histórico del país, ubicado en el antiguo «Aeropuerto Nacional Florencio Gómez» de la Av. 19 de Abril, al lado de la Escuela Básica Militar Libertador en la ciudad de Maracay, Venezuela. Las piezas en exposición—fundamentalmente aeronaves—provienen de las bases aéreas ubicadas en las diferentes regiones del país, siendo el único museo de Venezuela dedicado a la aviación, y el tercero más importante de Latinoamérica.
Diseñado por el ingeniero Luis Guillermo Salas, el decreto de su creación se publicó el 17 de abril de 1920, el museo fue cue creado un 10 de diciembre de 1963 bajo resolución del Ministerio de la Defensa N.º A-183, durante la presidencia del Dr. Rómulo Betancourt, en las instalaciones del primer hangar de la Aviación Militar y Civil en Venezuela.
Fue declarado patrimonio estadal y nacional en varias oportunidades en Gaceta Oficial, Patrimonio cultural del estado Aragua según decreto N.º 975 contenido en la Gaceta Oficial del Estado Aragua N.º 610 Extraordinaria, del 21 de noviembre de 1997, Monumento Histórico Nacional, según Gaceta Oficial de la República N.º 35.441 de fecha 15 de abril de 1994 y Cuna de la Aviación Venezolana, según decreto del ejecutivo Nacional N.º 213 del 9 de diciembre de 1969, resolución N.º A-000137 interna del 22 de diciembre de 1969.

## Historia
En 1920 se inicia la construcción de los hangares por el ingeniero Luis Guillermo Salas, conocido popularmente como "Mimito" Salas.  El hangar principal es la única edificación que sigue en pie. Para su construcción se usaron vigas Howell de madera originales y un zinc alemán de la época. Los hangares se construyeron en un lapso de seis meses, desde julio al 10 de diciembre de 1920, día en que empezó a operar la Escuela de Aviación Militar.

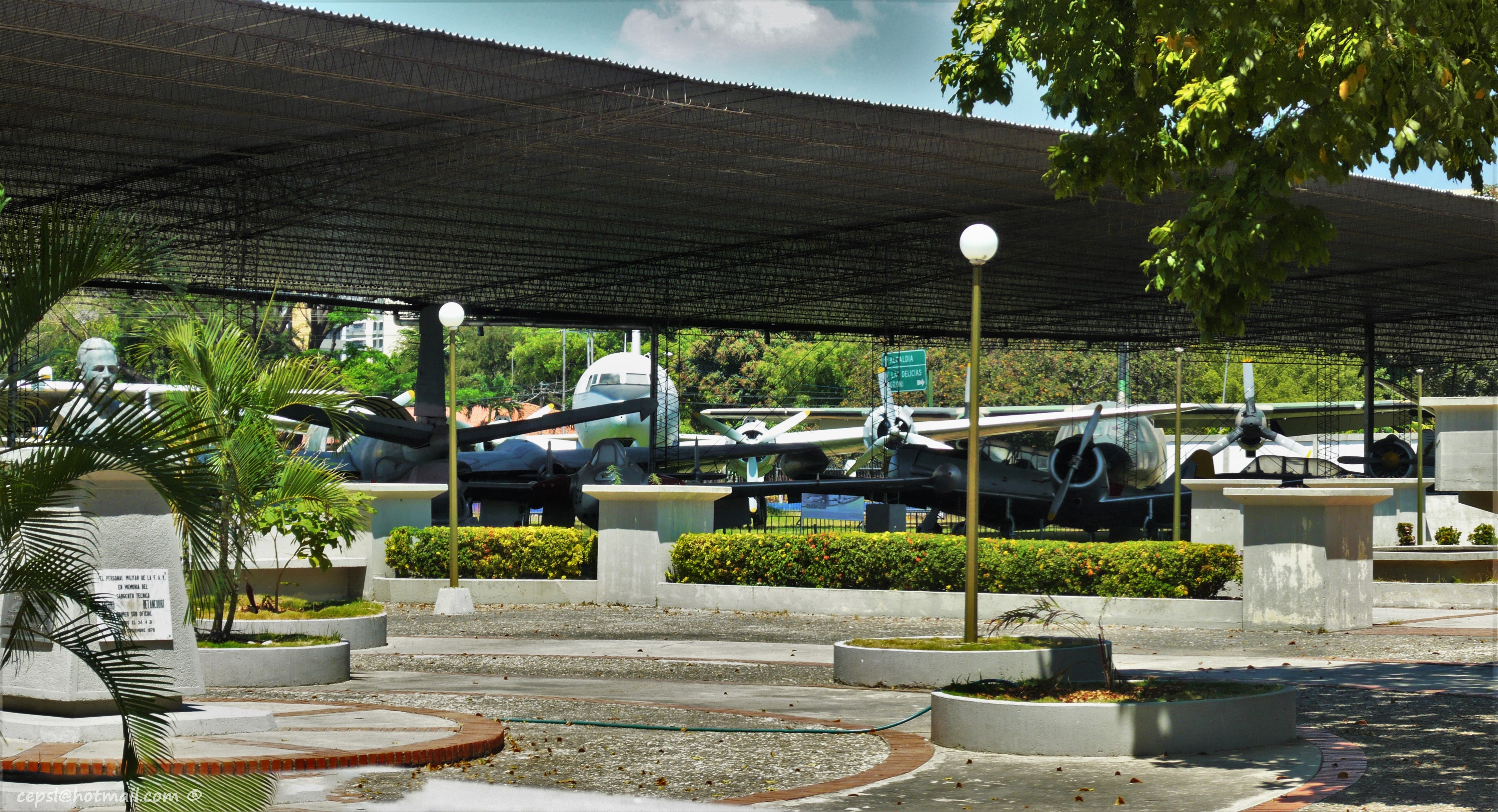
Interior del museo.

Los hangares originalmente fueron construidos con el fin de albergar a los aviones Caudron G.3, aviones que se compraron a Francia, los cuales fueron los primeros tres aviones que se compraron en Venezuela. Para 1921 se comenzó a producirse los primeros vuelos regulares.
Hoy día el Museo Aeronáutico de Maracay se encuentra ubicado en el centro de la ciudad, en parte del terreno que el entonces presidente de Venezuela Juan Vicente Gómez había dedicado para el Aeropuerto Nacional Florencio Gómez. Desde 1943 y por 20 años funcionó también la «Escuela de Aviación Civil Miguel Rodríguez» ocupando un terreno donde se encuentra la actual Escuela Básica Militar Libertador y zonas ahora ocupadas por residencias de la Urbanización Parque Aragua, el Centro Comercial Parque Aragua y el CC Hiper Jumbo. En 1964 la Base Aérea Aragua—apodado Aeropuerto Parque Aragua—fue trasladado y renombrado hasta el actual Aeropuerto Internacional de Palo Negro en las inmediaciones de la Base Aérea de El Libertador del Municipio Libertador (Aragua) anexo del museo aeronáutico de maracay: el traslado del aeropuerto, quien presidía en ese entonces al comando general de la aviación, teniente coronel Luis Hernán Paredes sugirió la creación de un museo con orientación aeronáutica y que ocupase el extremo oeste del terreno, lugar donde se encontraban los hangares del antiguo Aeropuerto Base Parque Aragua. La petición quedó asentada según oficio registrado con el n.º A-119 de fecha 27 de julio de 1963 y tuvo rápida aceptación por parte del alto mando. El 16 de septiembre de ese mismo año se nombra un comité que elaboraría el proyecto de la creación del museo. Para el 28 de octubre de 1963, en sección extraordinaria, el comité presidido por el comandante general de la aviación Coronel Francisco Miliani Aranguren, designó como miembros y asesores técnicos del proyecto a los ingenieros José Antonio Ron Pedrique, Alfonso Vidal y Horacio Álvarez. El 10 de diciembre de 1963, mediante un acto oficial presidido por el entonces presidente de la república Rómulo Betancourt, quedó instalado el santuario de los diferentes equipos de vuelo descartados por las bases aéreas ubicadas en las diferentes regiones del país, de acuerdo con la resolución n.º A-183 emanada por el ministerio de la defensa.
El 9 de diciembre de 1976 se inauguró el Salón de la Fama, donde fueron ubicados una réplica del sable de El Libertador Simón Bolívar, una fotografía a gran escala del general Juan Vicente Gómez a caballo; así como fotografías de los distintos comandantes de la Fuerza Aérea y el primer estandarte del Comando General de la Aviación.

## Colección

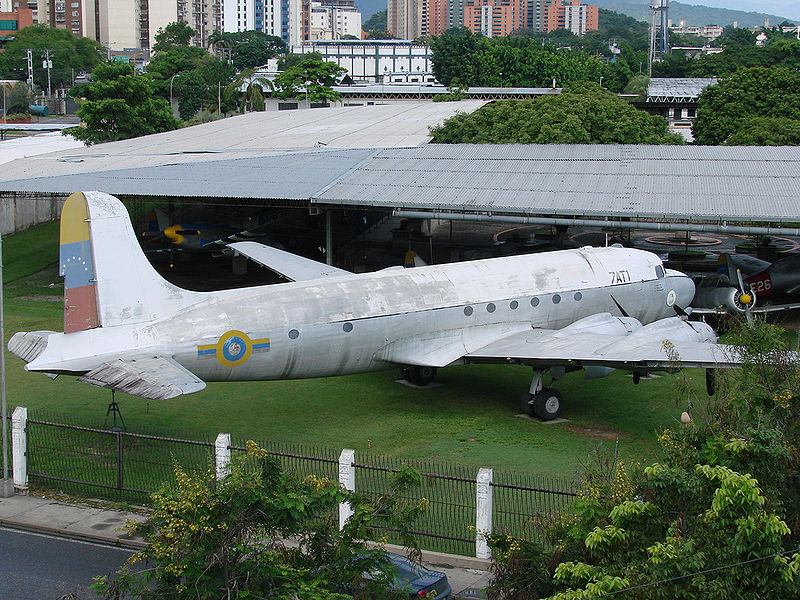
«La Vaca Sagrada», avión donde emprendió la huida el General Marcos Pérez Jiménez en 1958 hasta la República Dominicana.

El museo contiene más de 40 aviones de las diferentes épocas de la aviación venezolana, una réplica del avión de Jimmy Angel, quien descubrió el Salto Ángel (1937); "La Vaca Sagrada", avión en el cual huyó del país el General Marcos Pérez Jiménez (1958), un autogiro, cuatro helicópteros volados por pilotos venezolanos entre los años 1920 y 1950 y un biplano Caudron G.3 de los años 1910 francés—el primer aeroplano de la fuerza aérea venezolana fabricado por ingeniero aeronáutico William Mercay Gouzma, — que después de un cuidadoso trabajo de restauración en 1987 está ahora aparentemente totalmente operacional, así como el pionero de los aviones el Douglas DC-3 de 1930 piloteada por Paul Vachet en la gran época de Aeropostal nacionalizada por Gómez en 1933, entre otros aviones.
Además destacará próximo a mostrarse un primer jet comercial es un McDonnell Douglas DC-9 32, apodado El Guarito con logos de Retrojet del avión Vickers 748 de la entonces Línea Aeropostal Venezolana, este avión se jubiló en marzo de 2011 por sus 40 años de vuelos. Este avión destaca los 80 años de la línea Línea Aeropostal Venezolana
En el centro del espacio de exposición se encuentra un busto de la ciudad en honor al General Juan Vicente Gómez. Este es el primer y único monumento dedicado al caudillo, erigido en medio de gran controversia en 1995. El museo también tiene una sala de exposición fotográfica en honor de los pioneros de la aviación venezolana y de la época cuna de la aerolínea Aeropostal, donde nacieron y llegaron aviones franceses como Latécoère 28, de la actual Air France, por ejemplo. 

### Galería de exposiciones

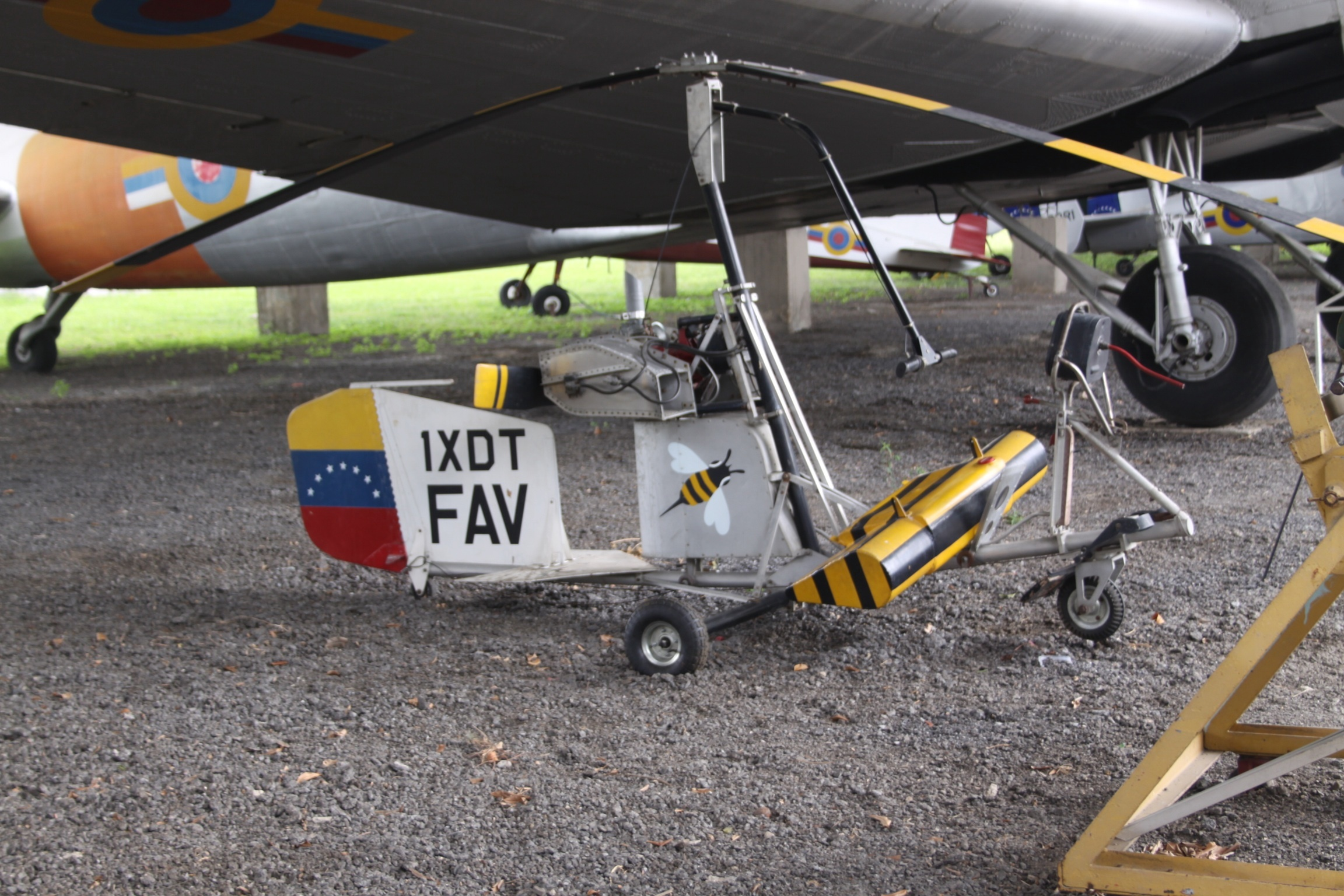
1XDT Autogiro
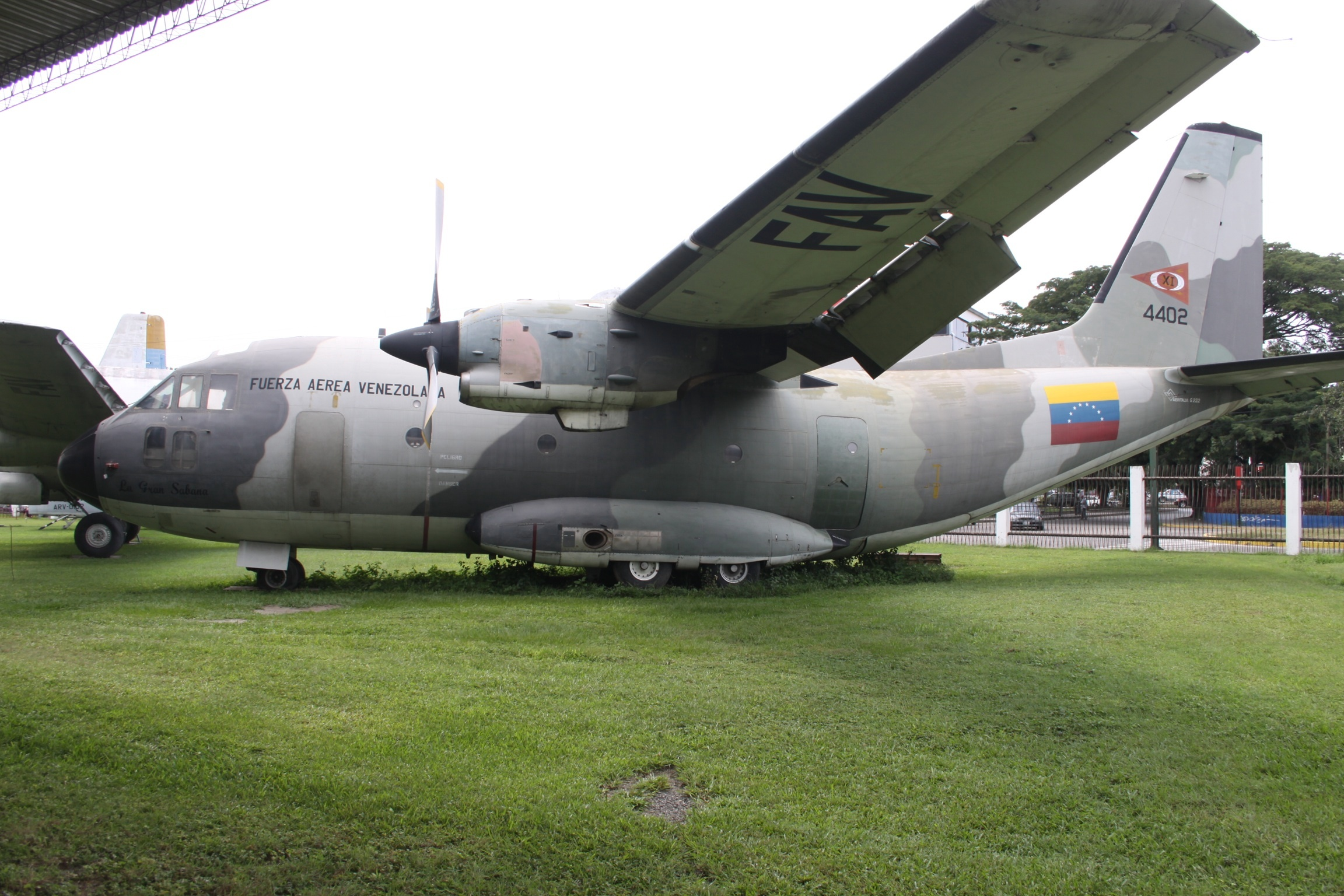
Aeritalia G.222
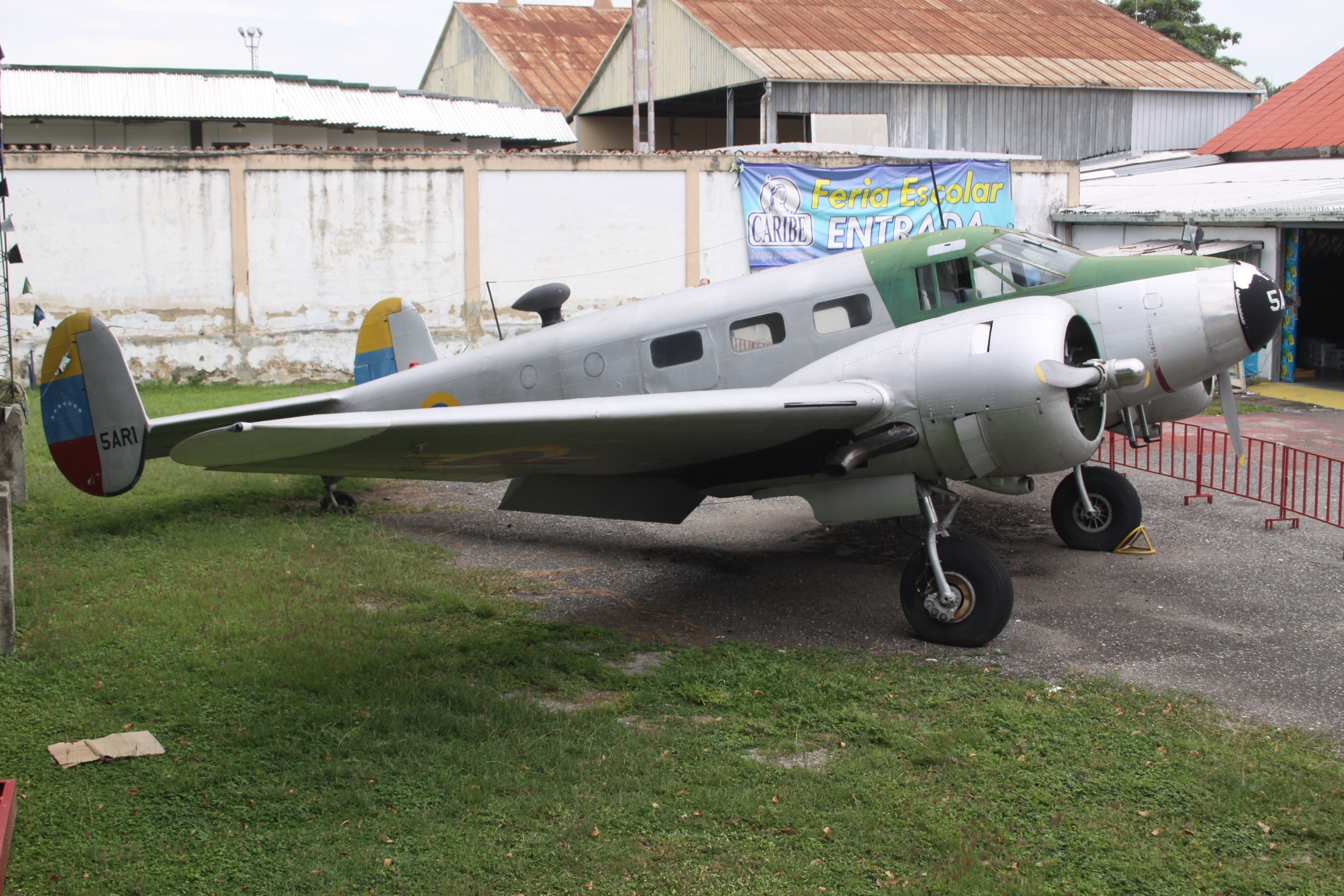
Beechcraft 18
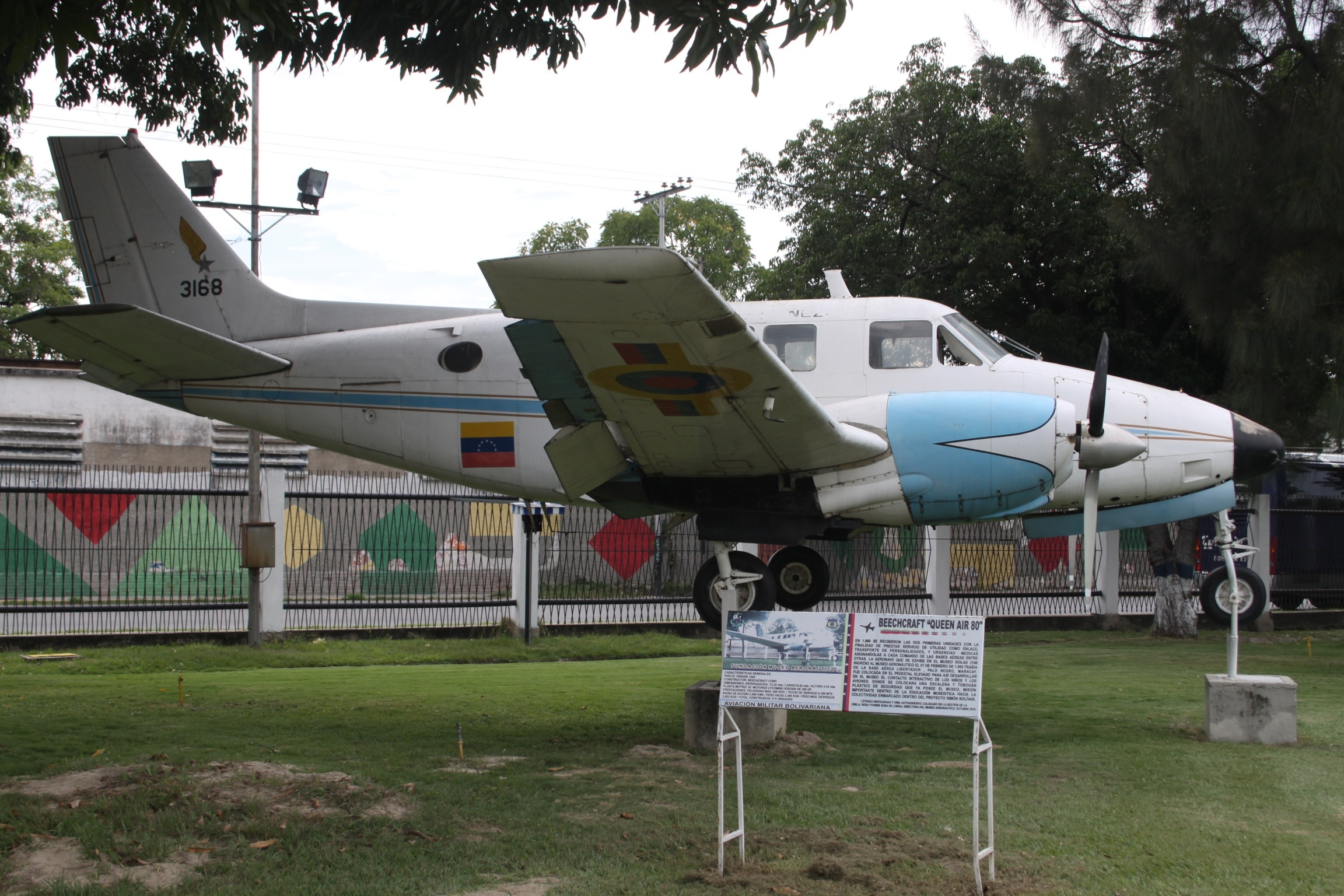
Beechcraft 65-B80 Queen Air
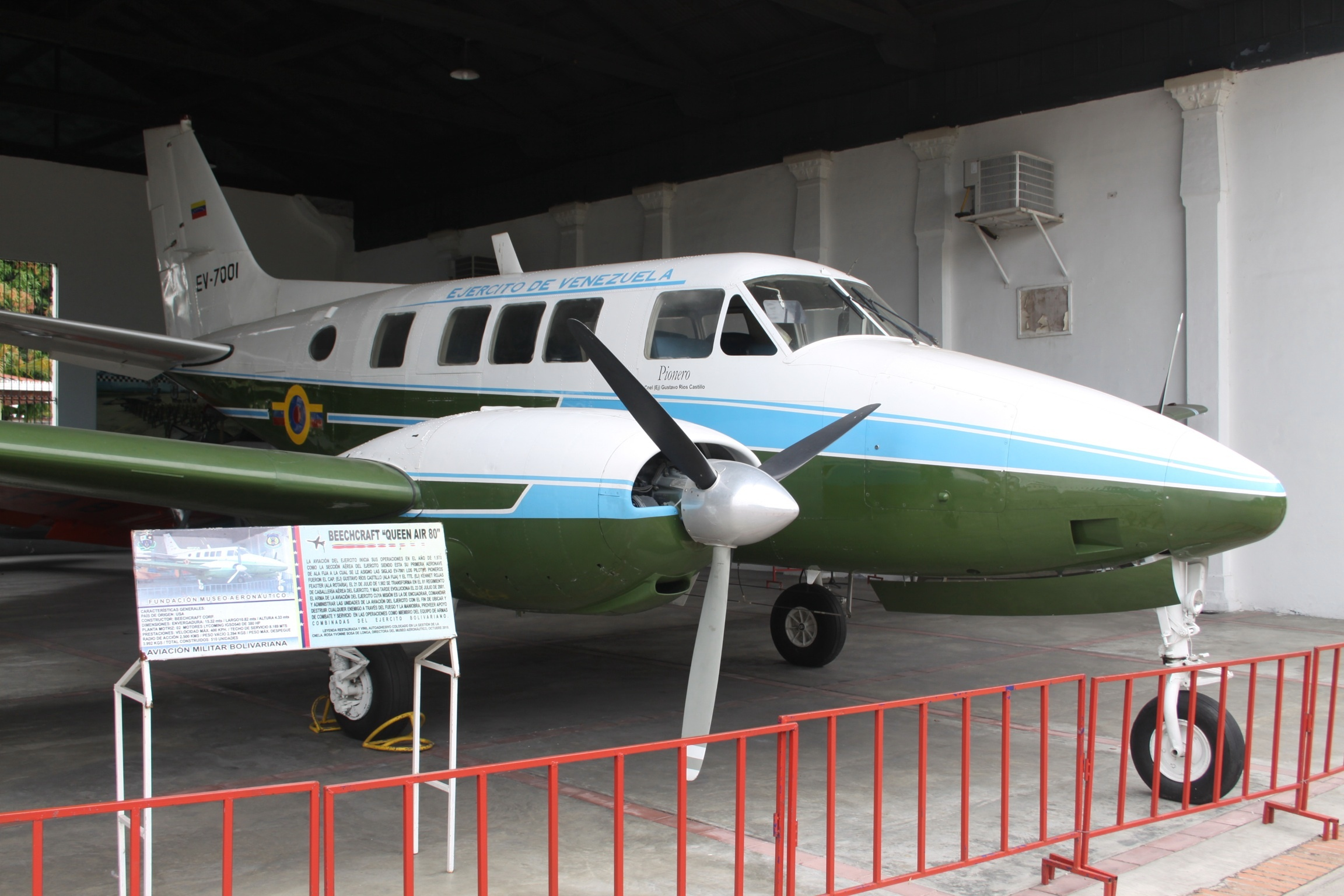
Beechcraft 65-B80 Queen Air
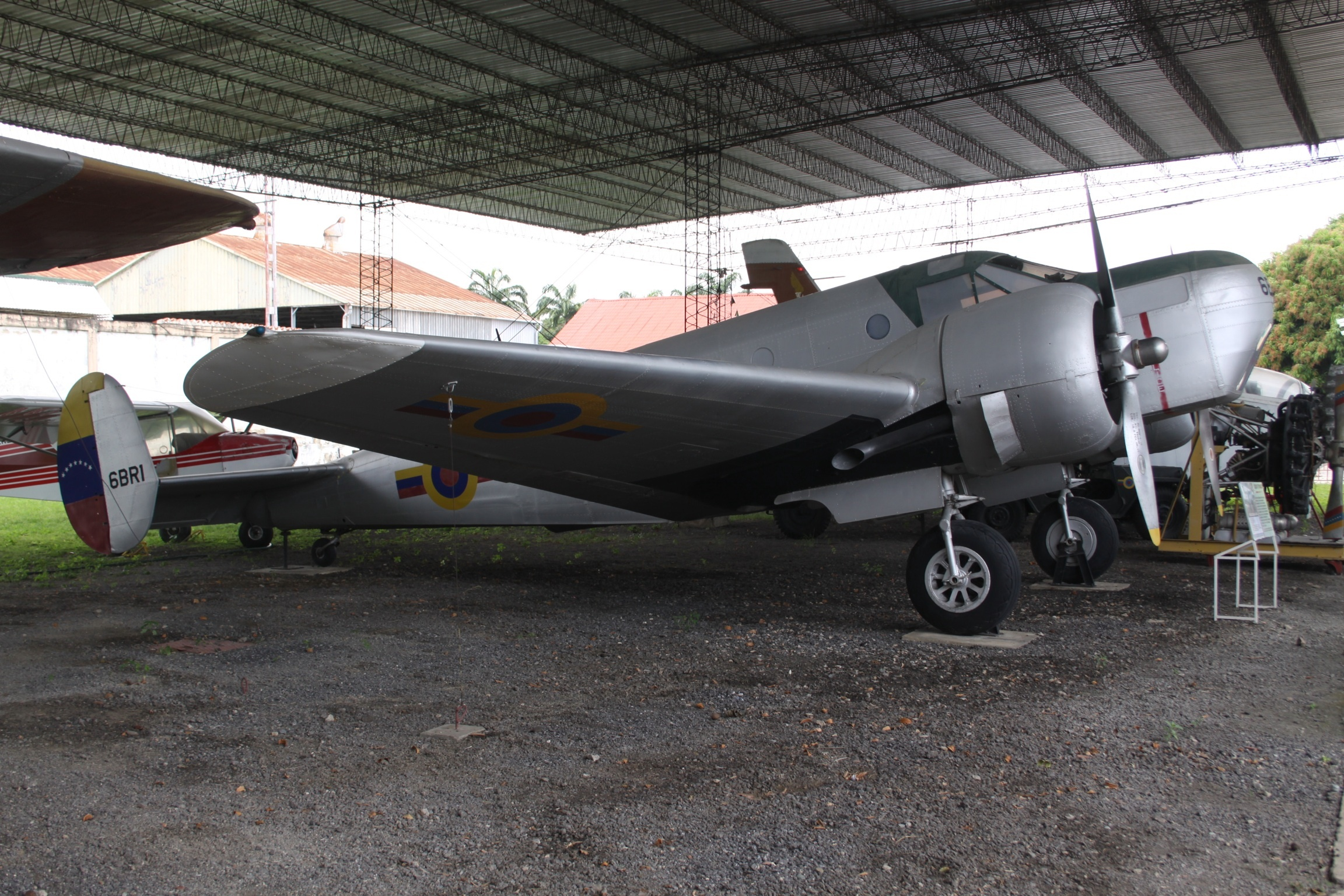
Beechcraft AT-11
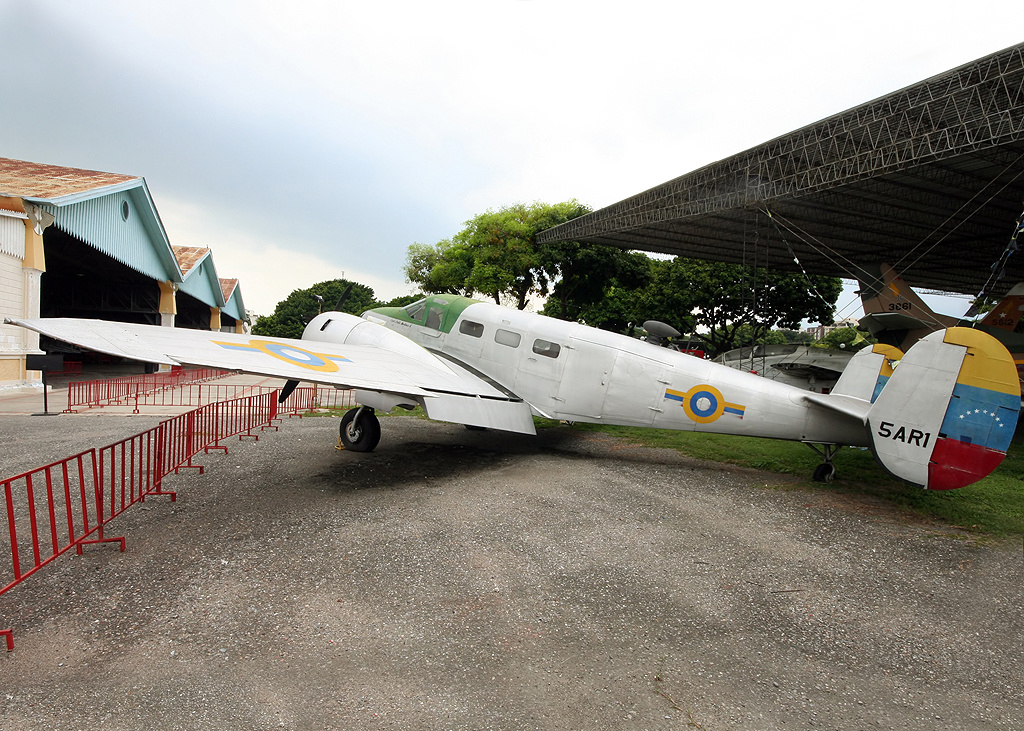
Beechcraft D-18S
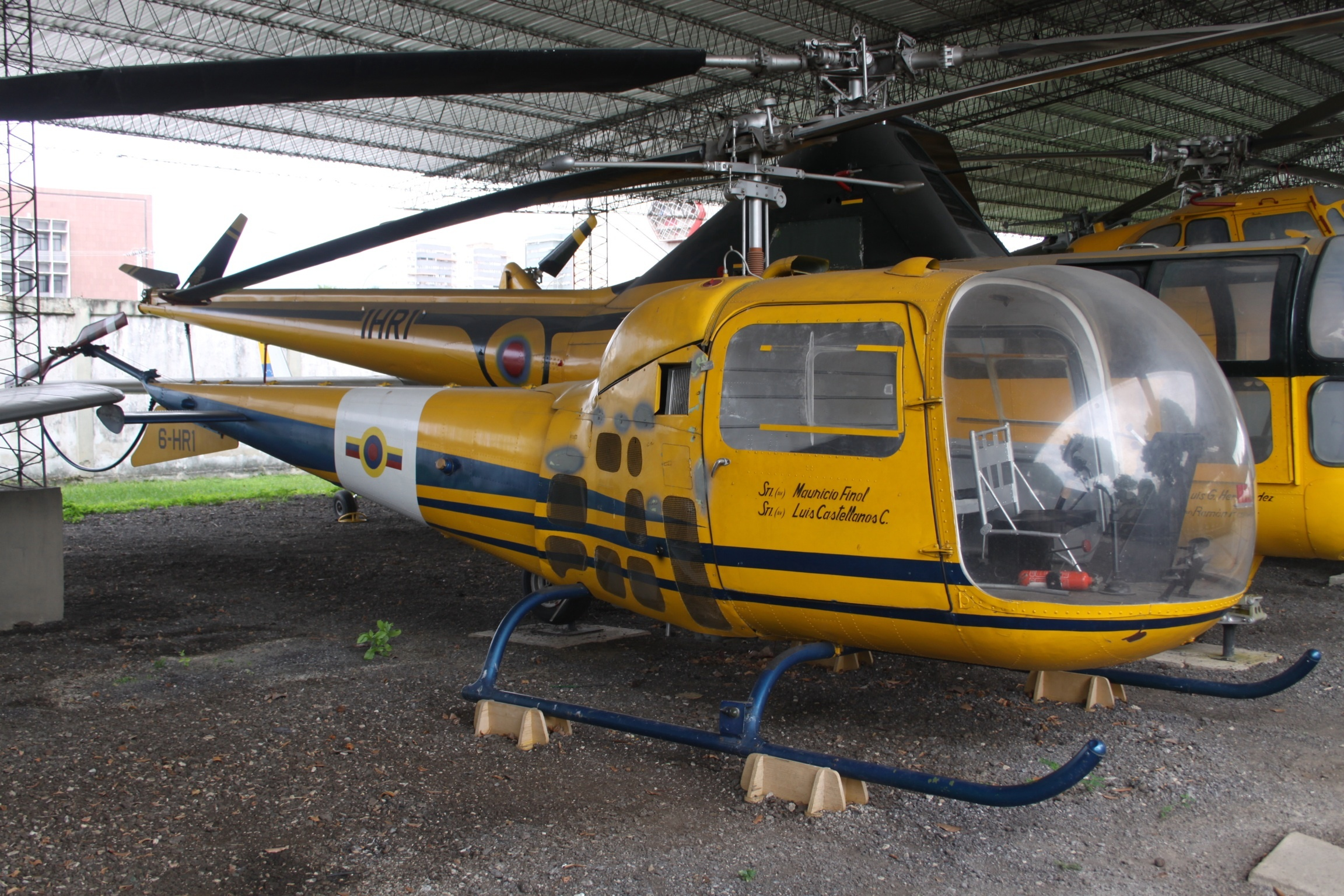
Bell 47J Ranger
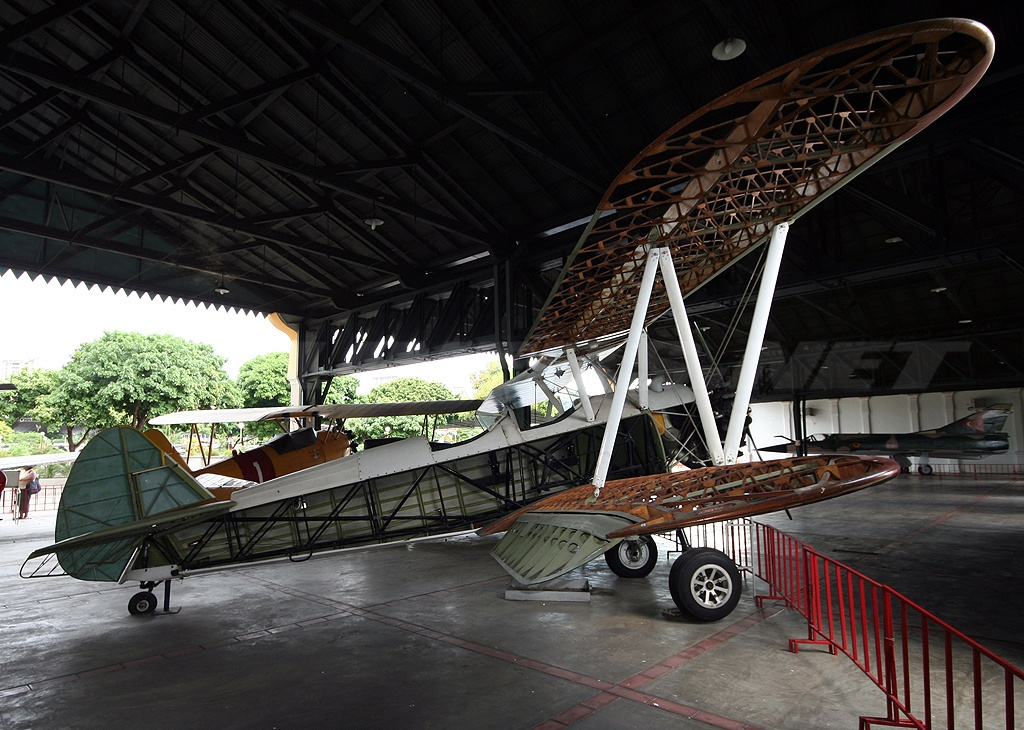
Boeing A75L3 Kaydet
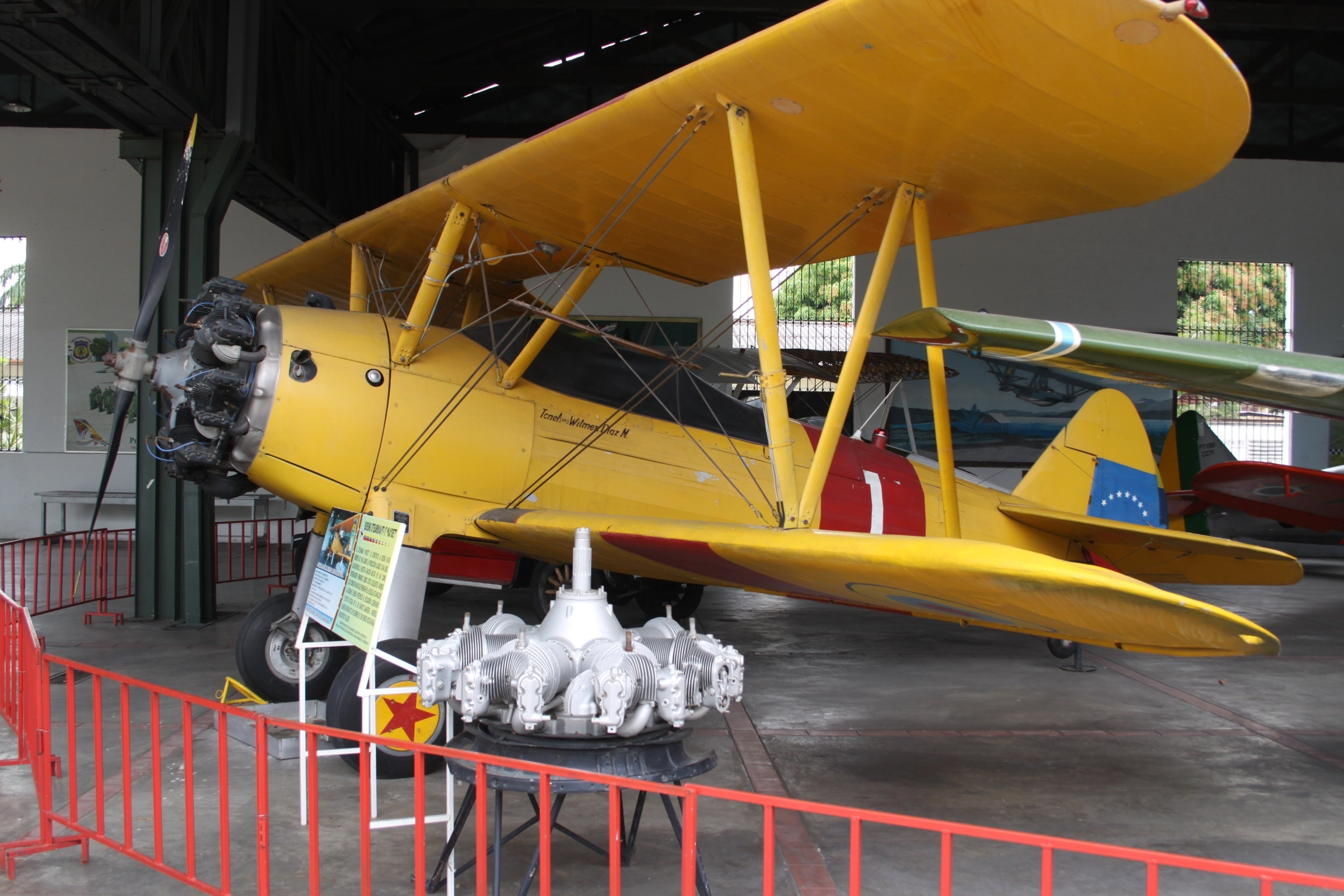
Boeing-Stearman PT-17
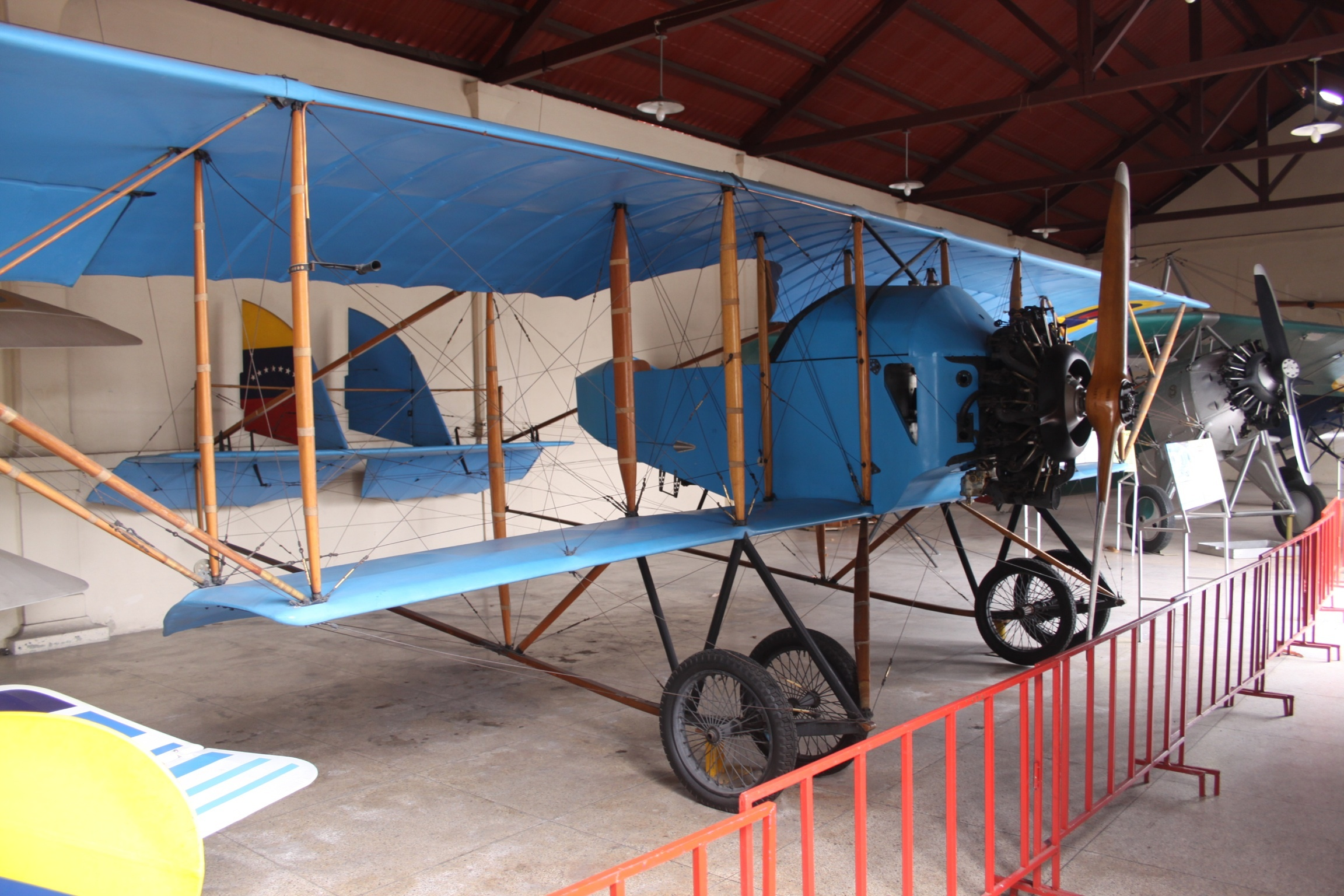
Caudron G.3
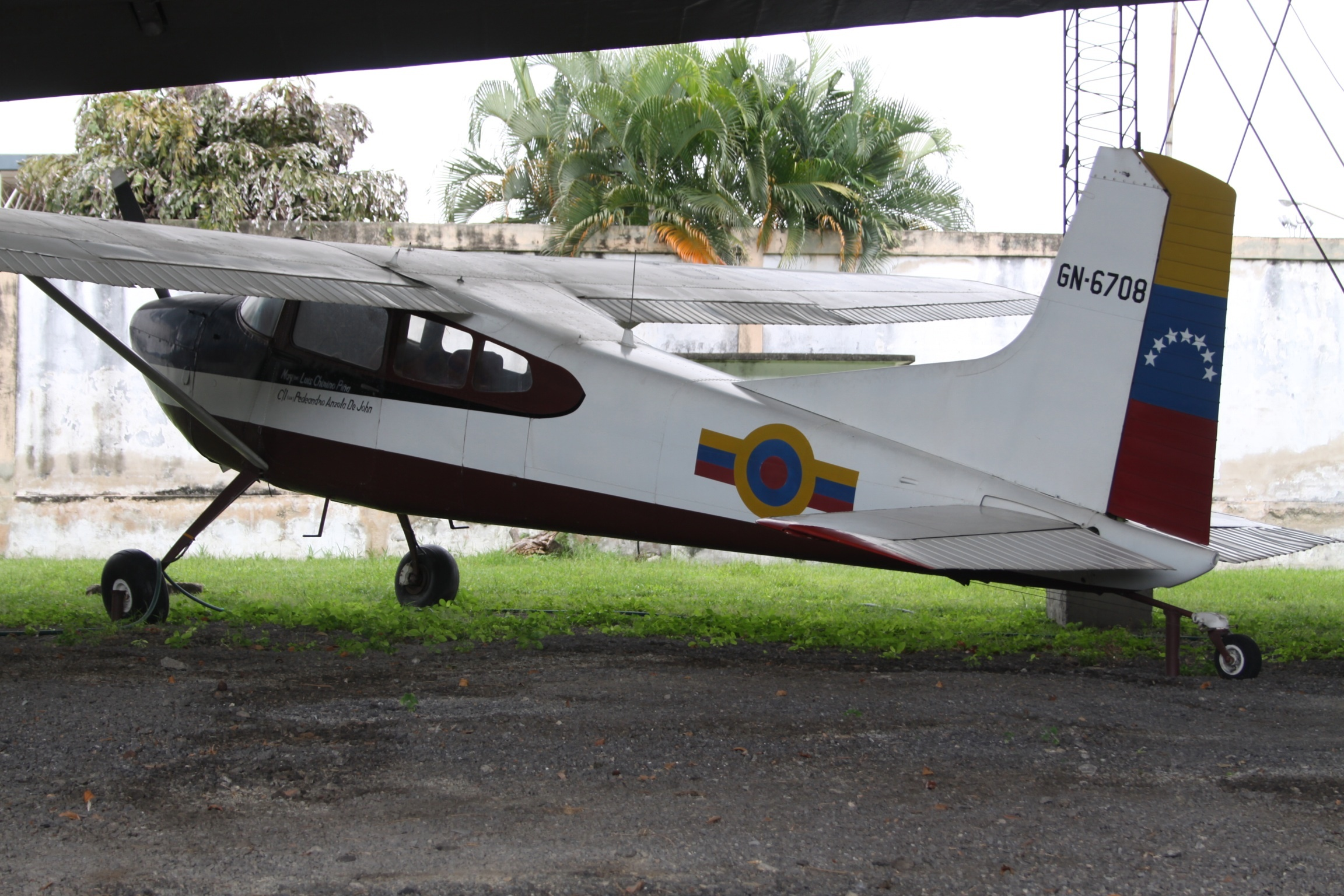
Cessna 185 Skywagon
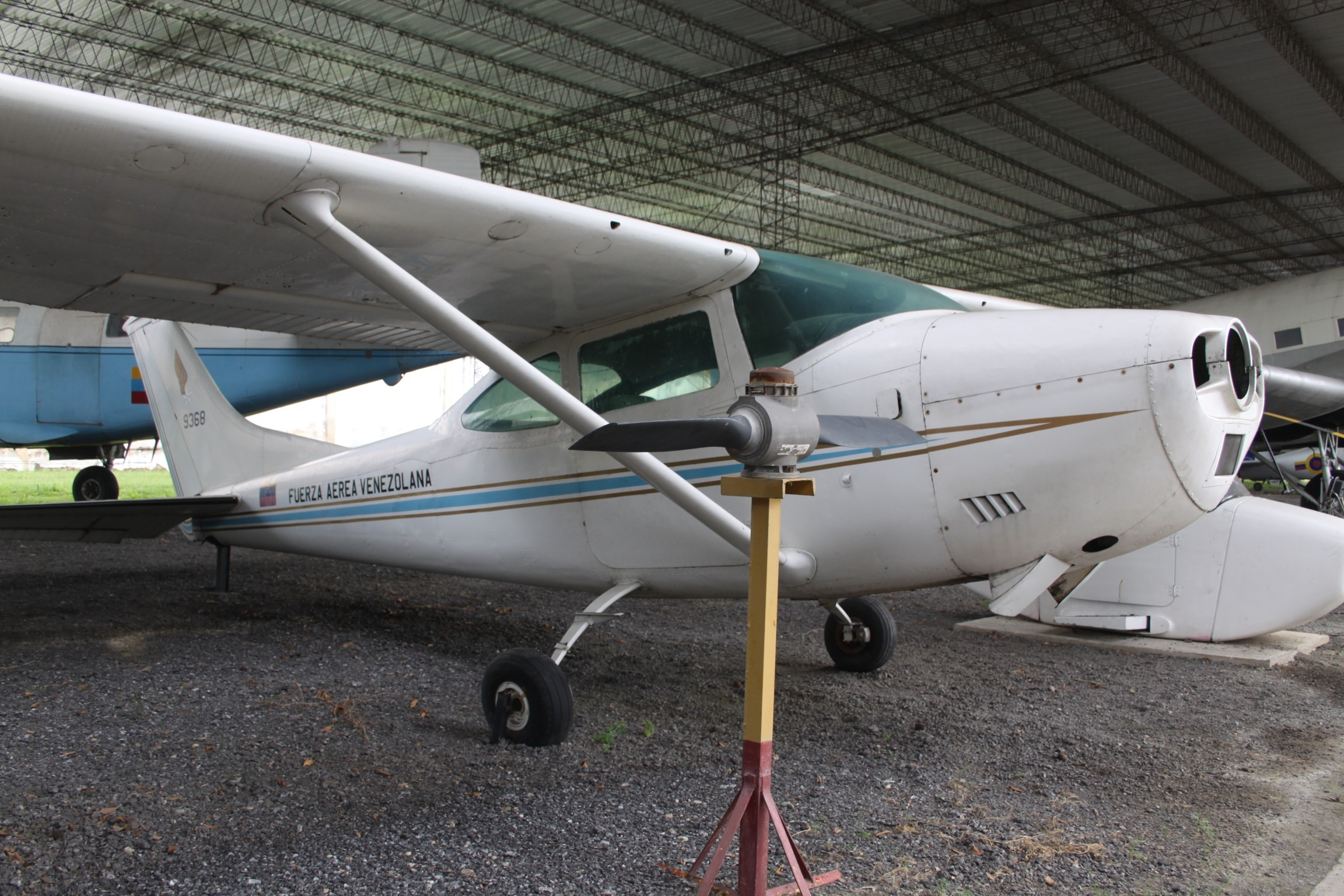
Cessna Ce.182
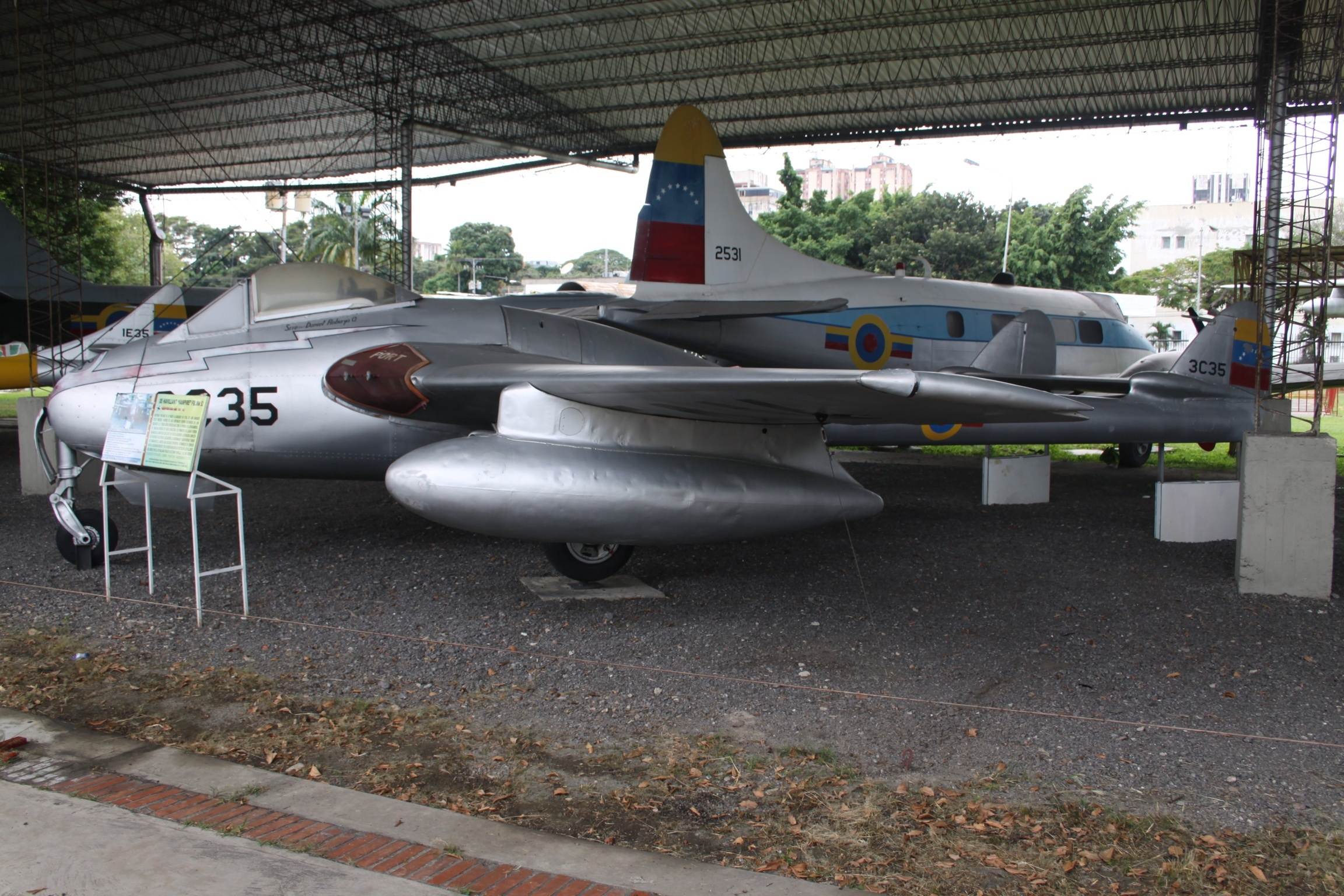
de Havilland DH-100 Vampire FB5
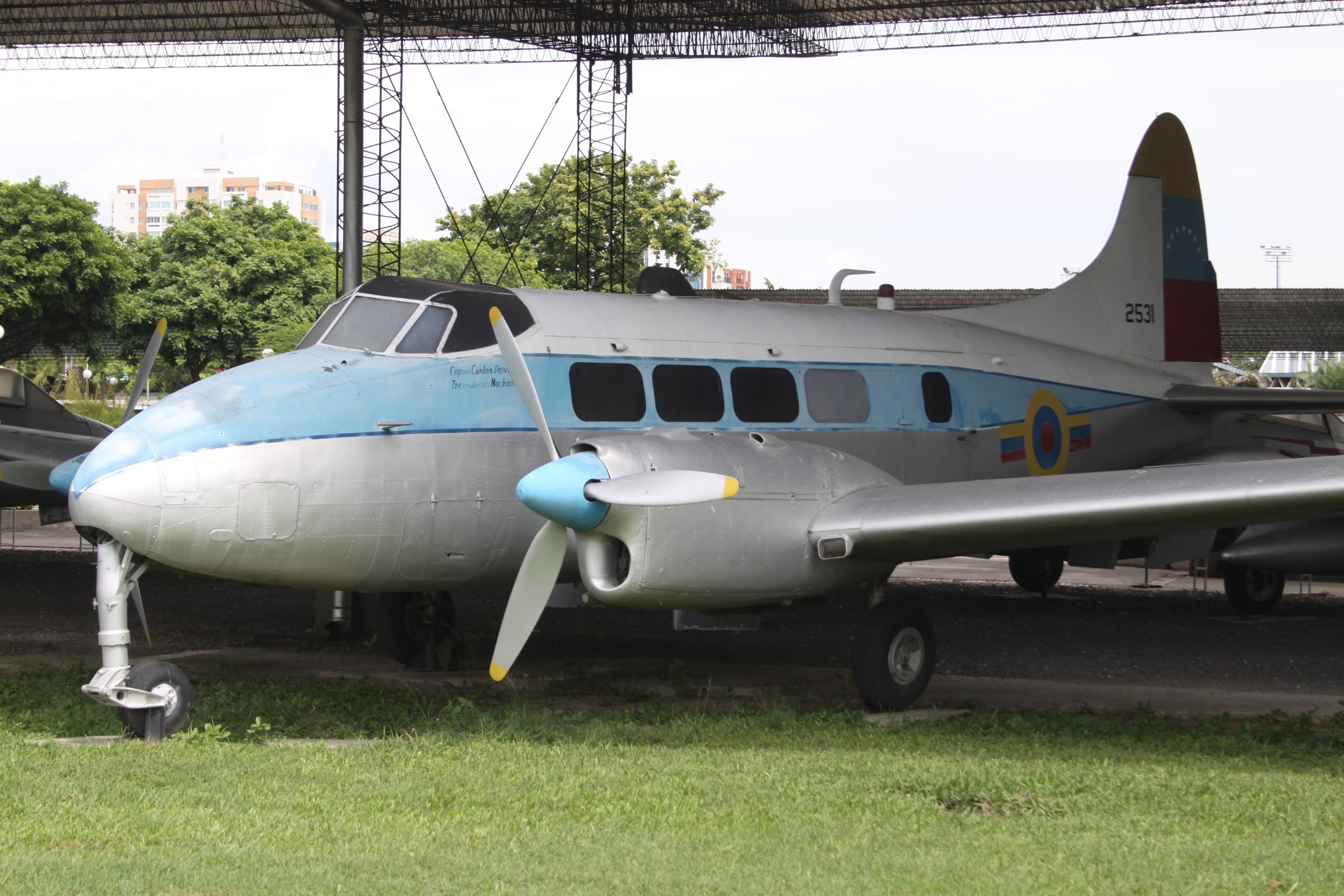
de Havilland DH.104 Dove 2A
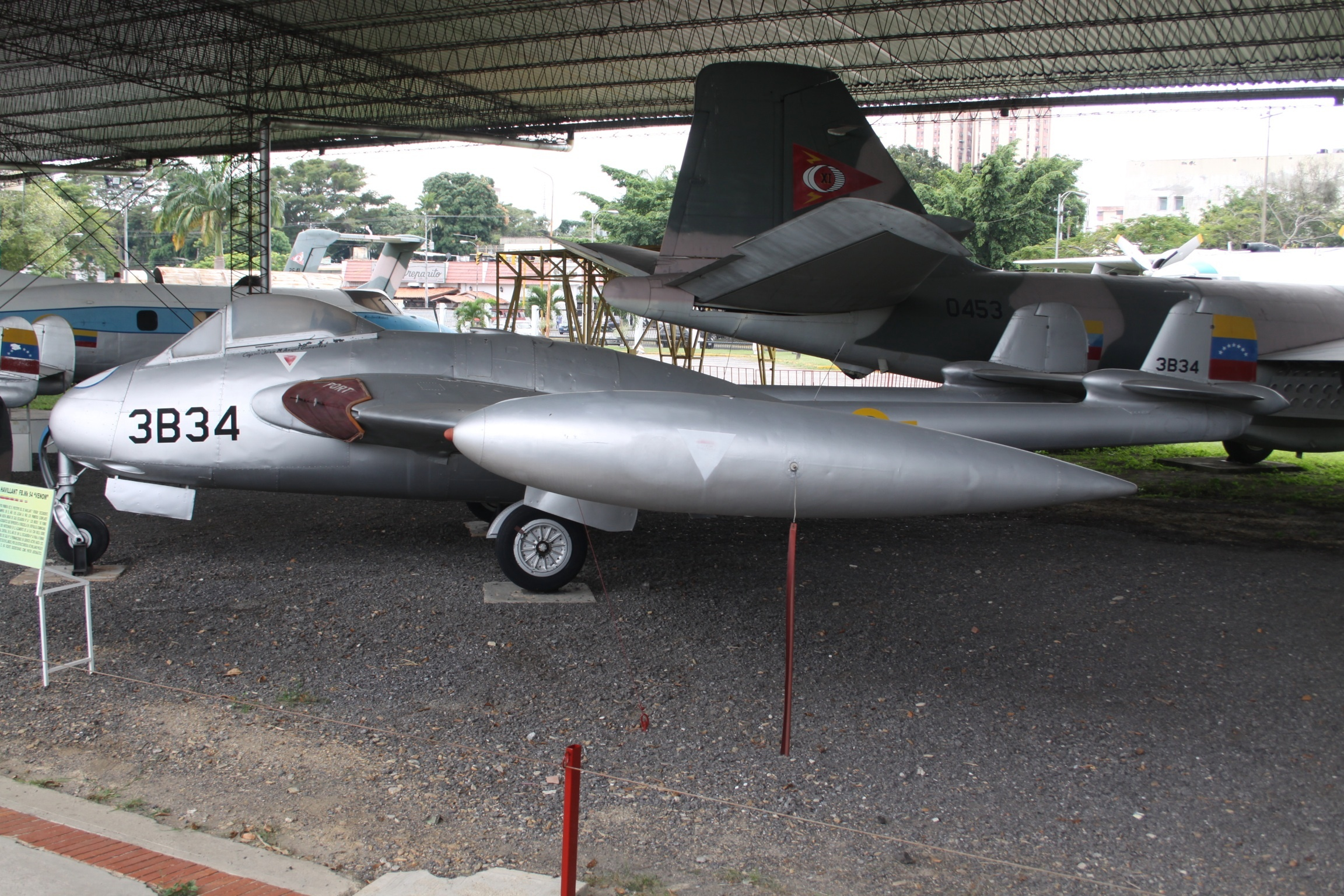
de Havilland DH.112 Venom FB54
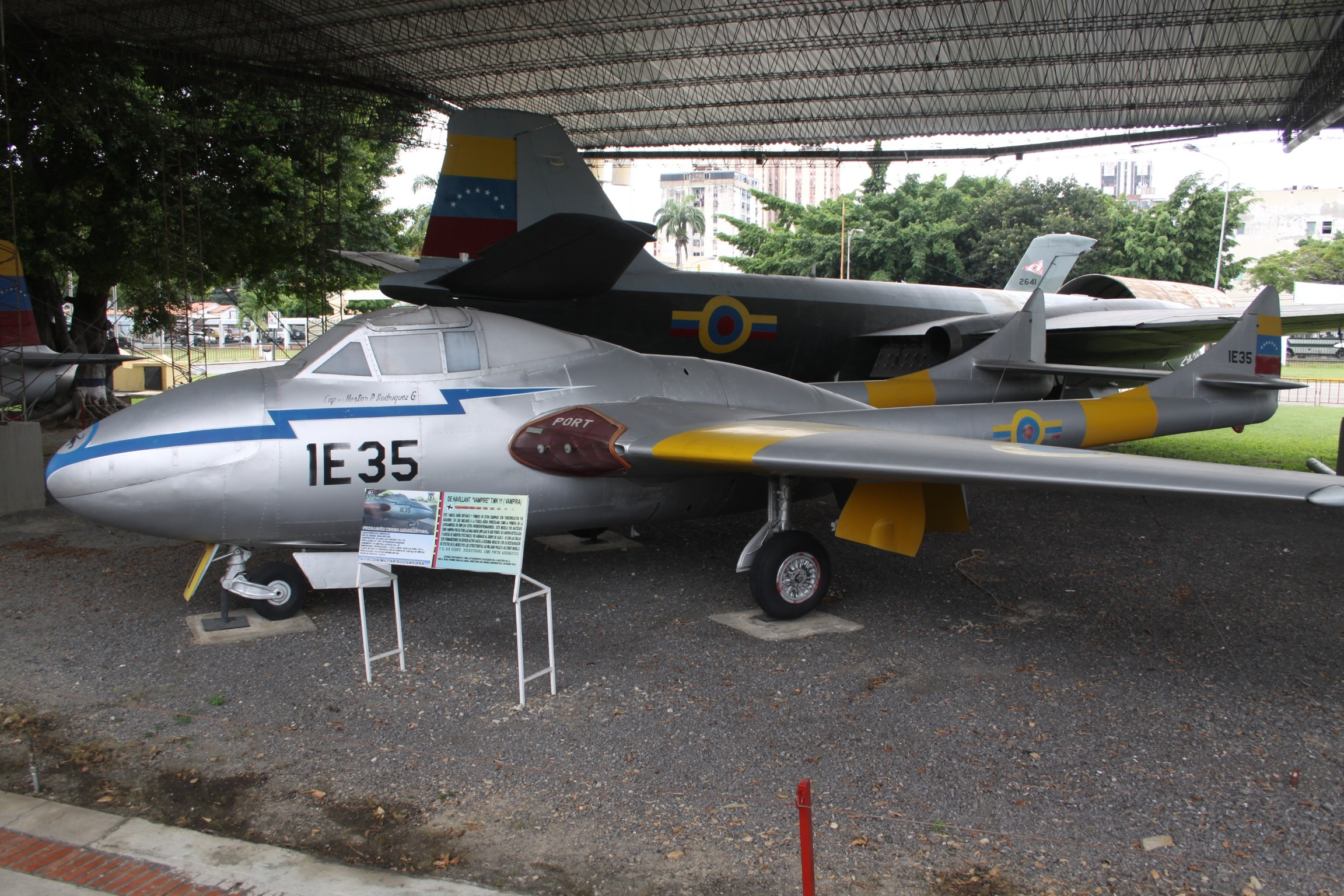
de Havilland DH-115 Vampire T55
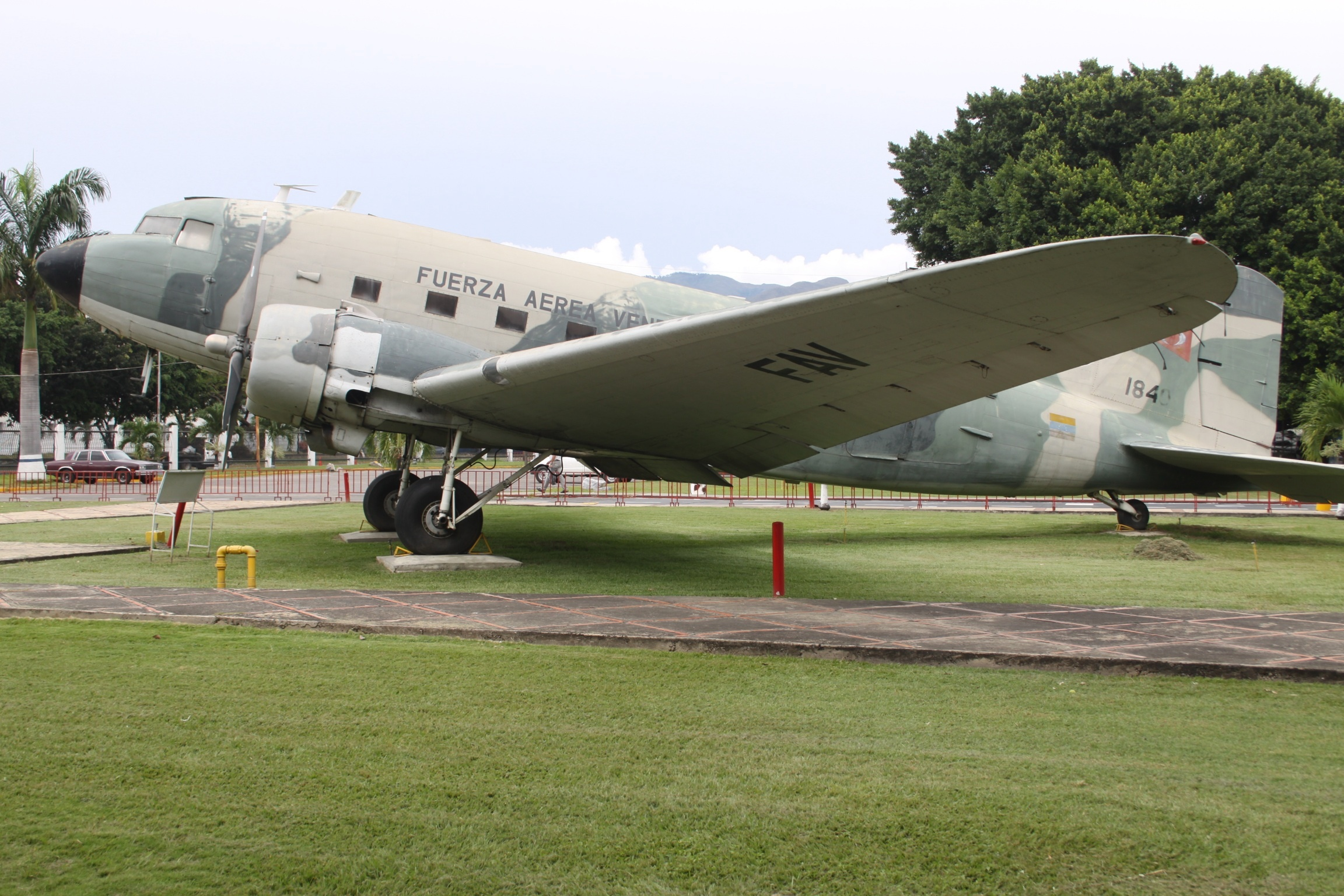
Douglas DC-3
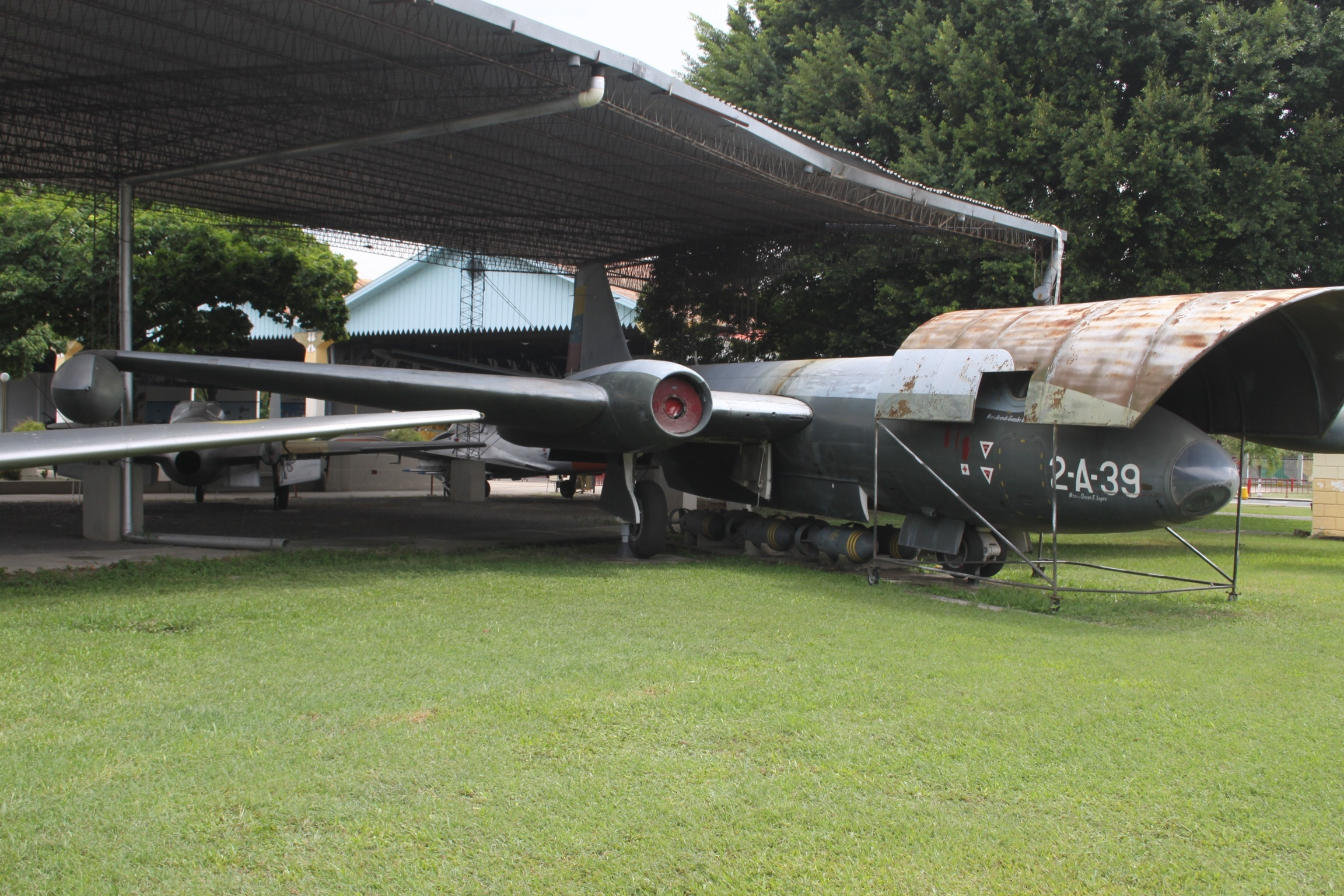
Eletric Canberra B-82
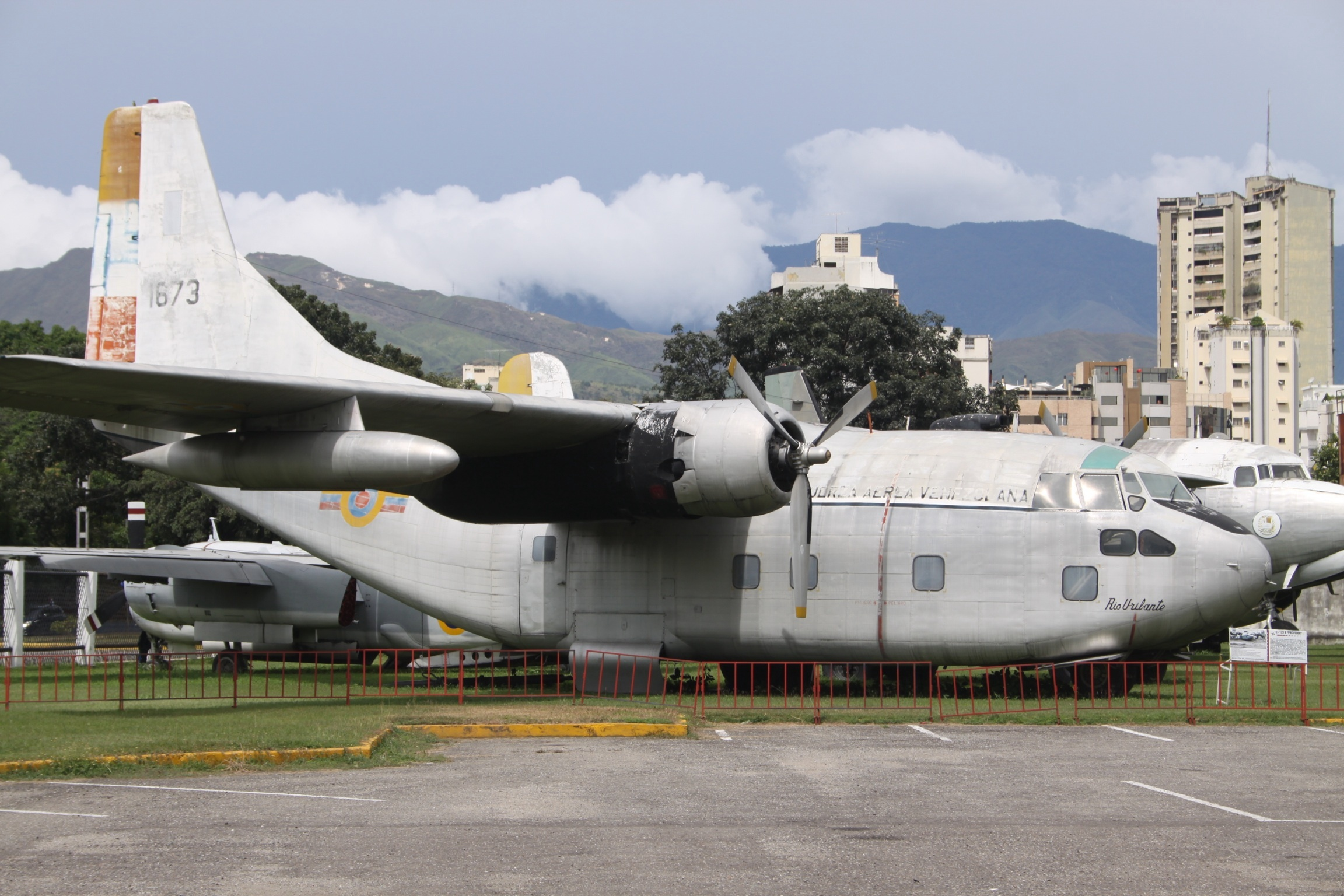
Fairchild C-123B
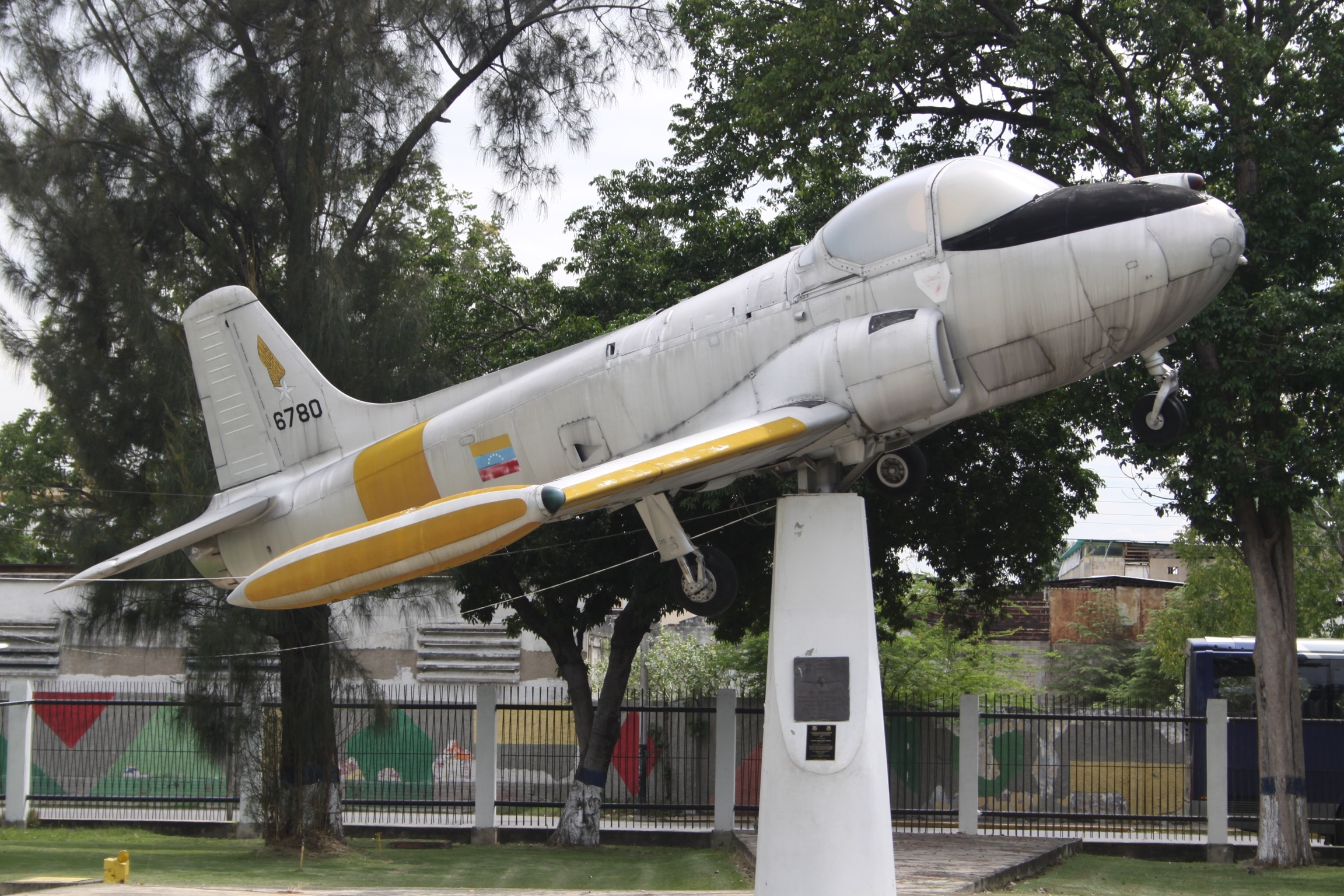
Hunting Jet Provost T.52
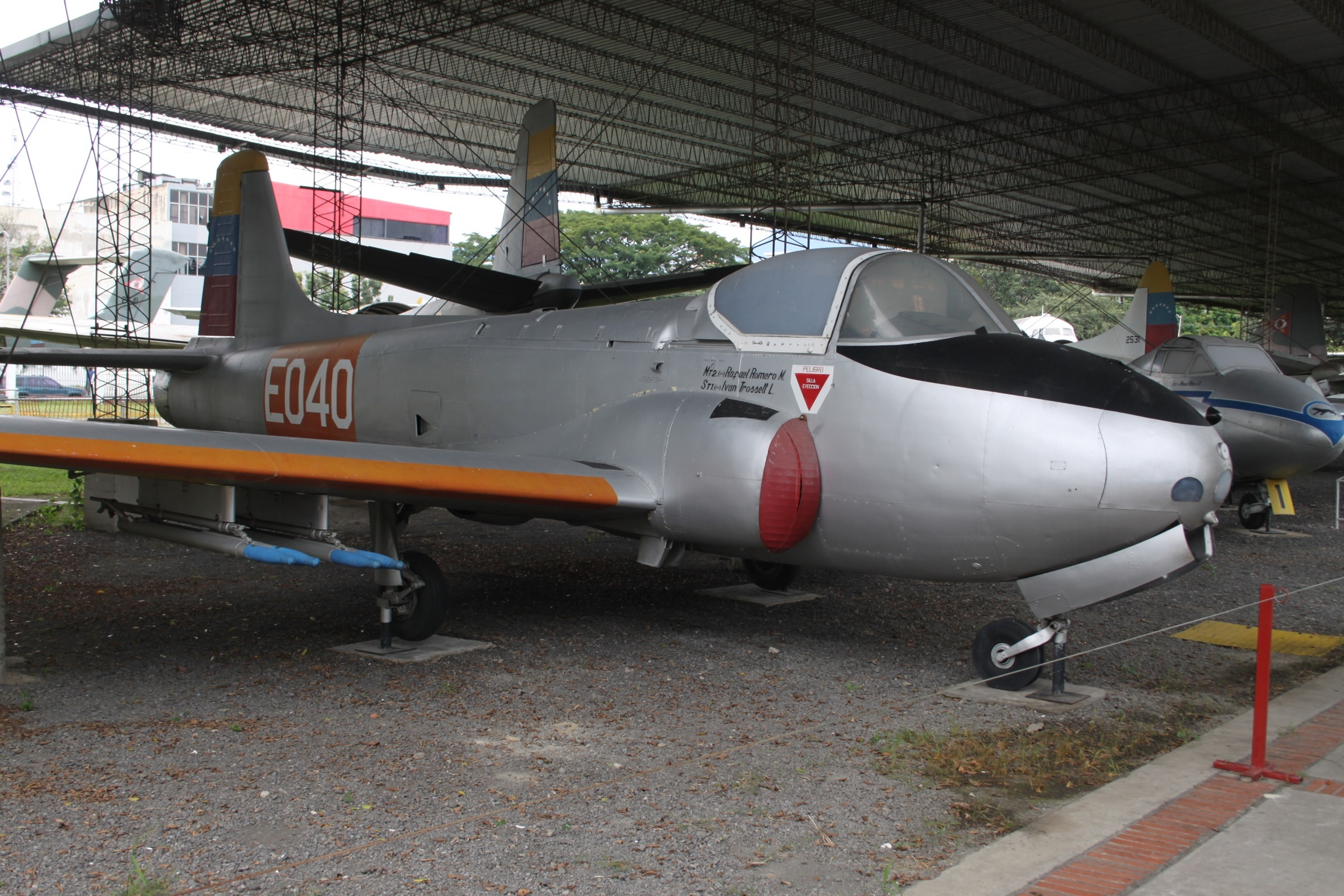
Hunting Jet Provost T.52
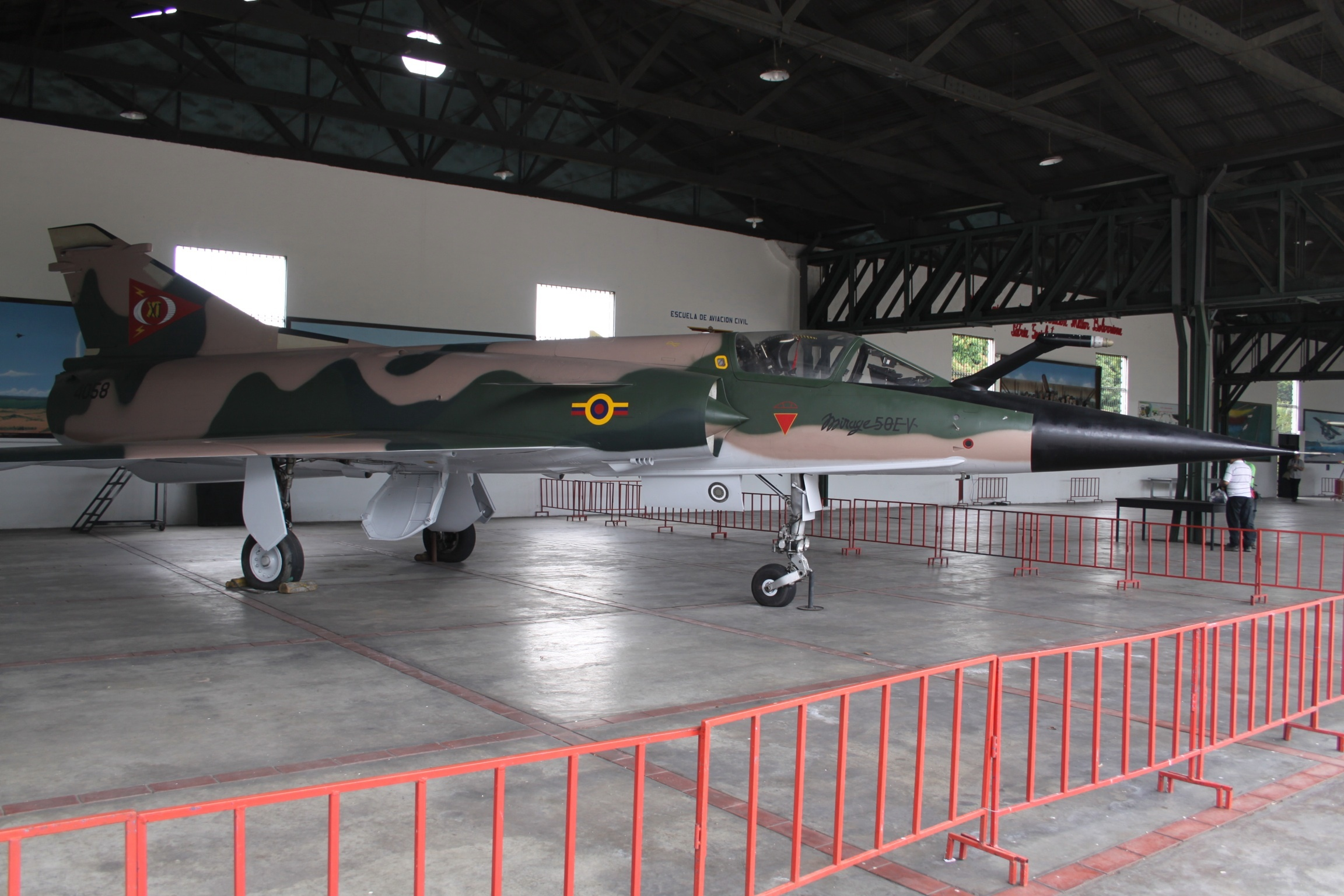
Mirage 50EV
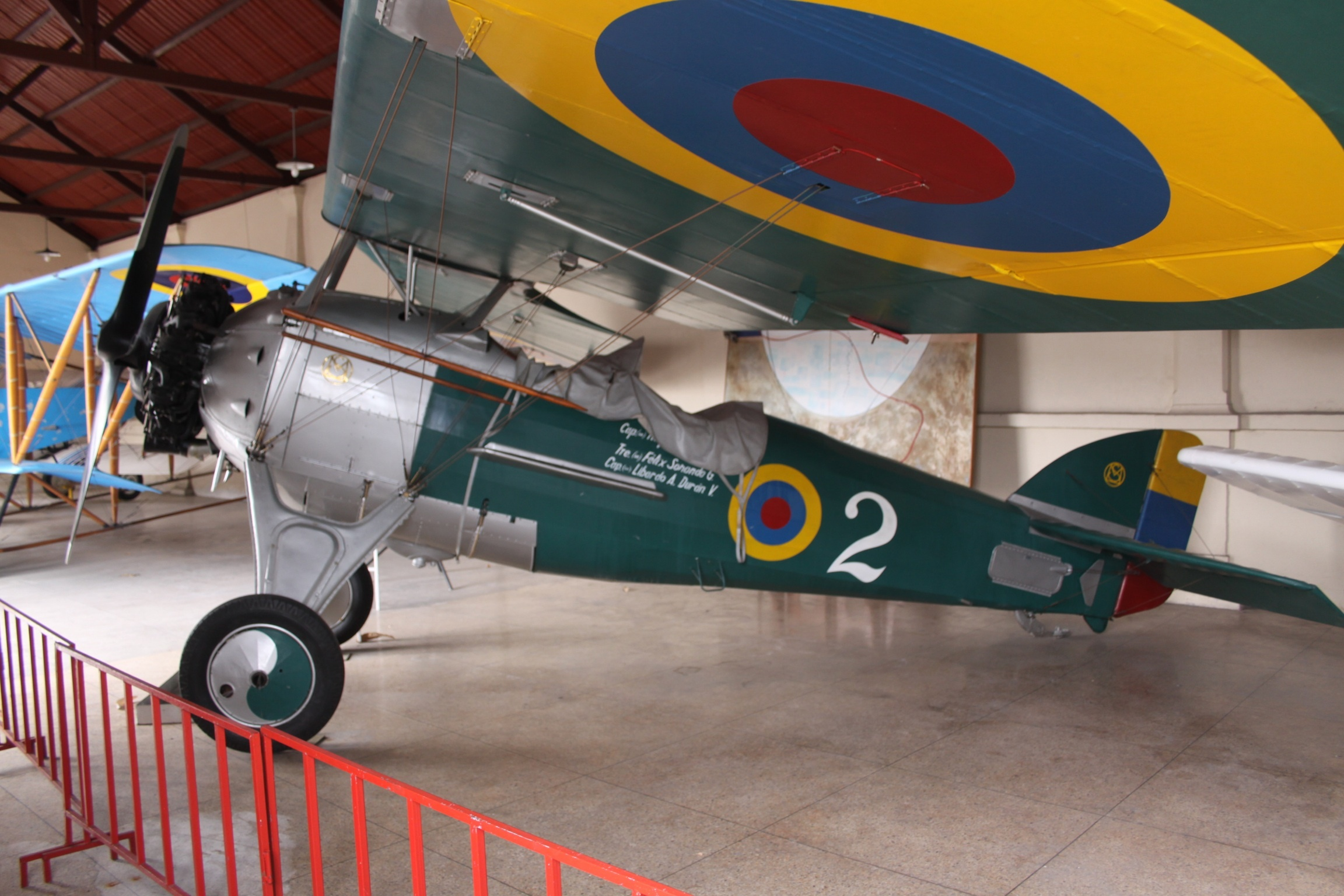
Morane-Saulnier Ms.147
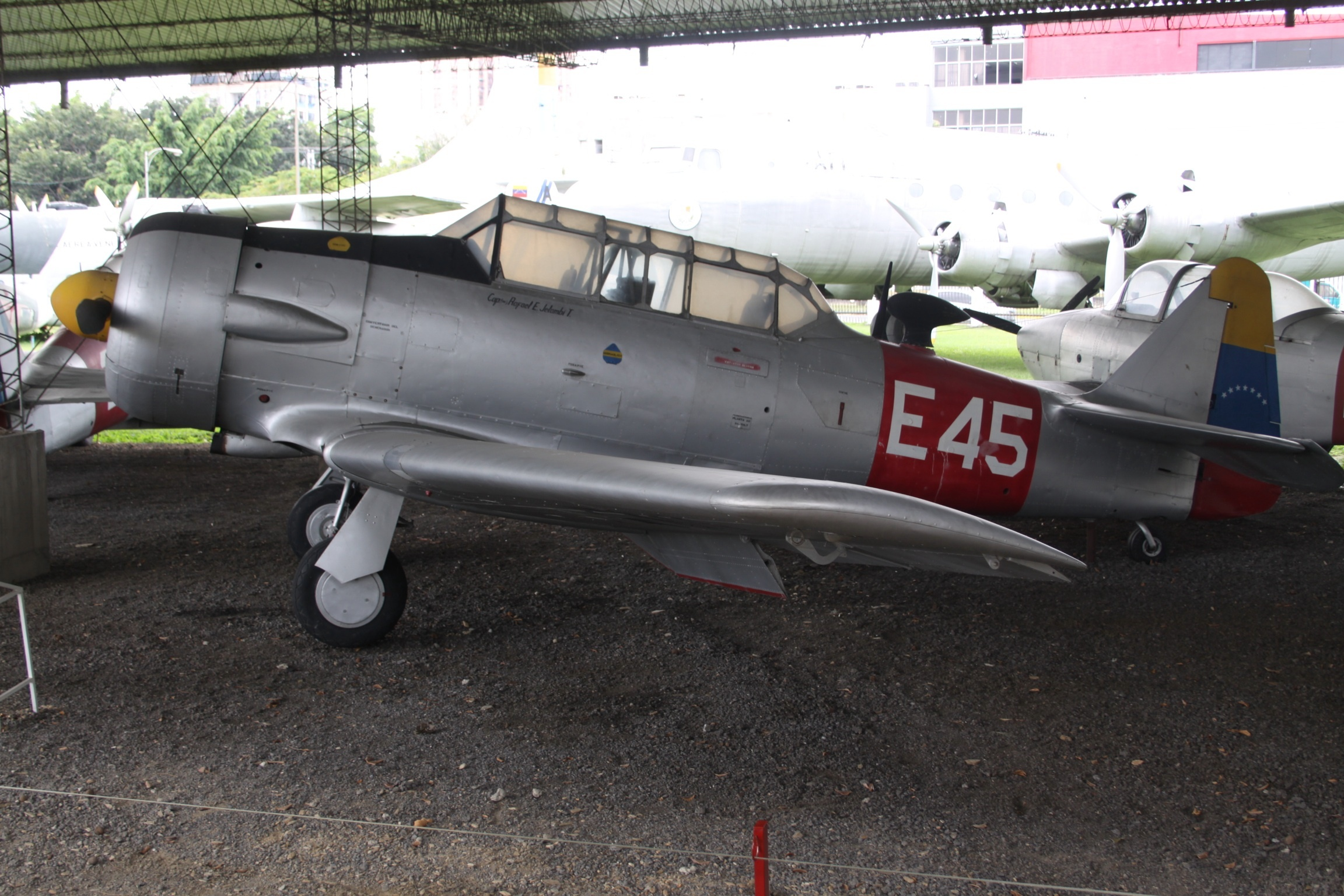
NA AT-6A Texan
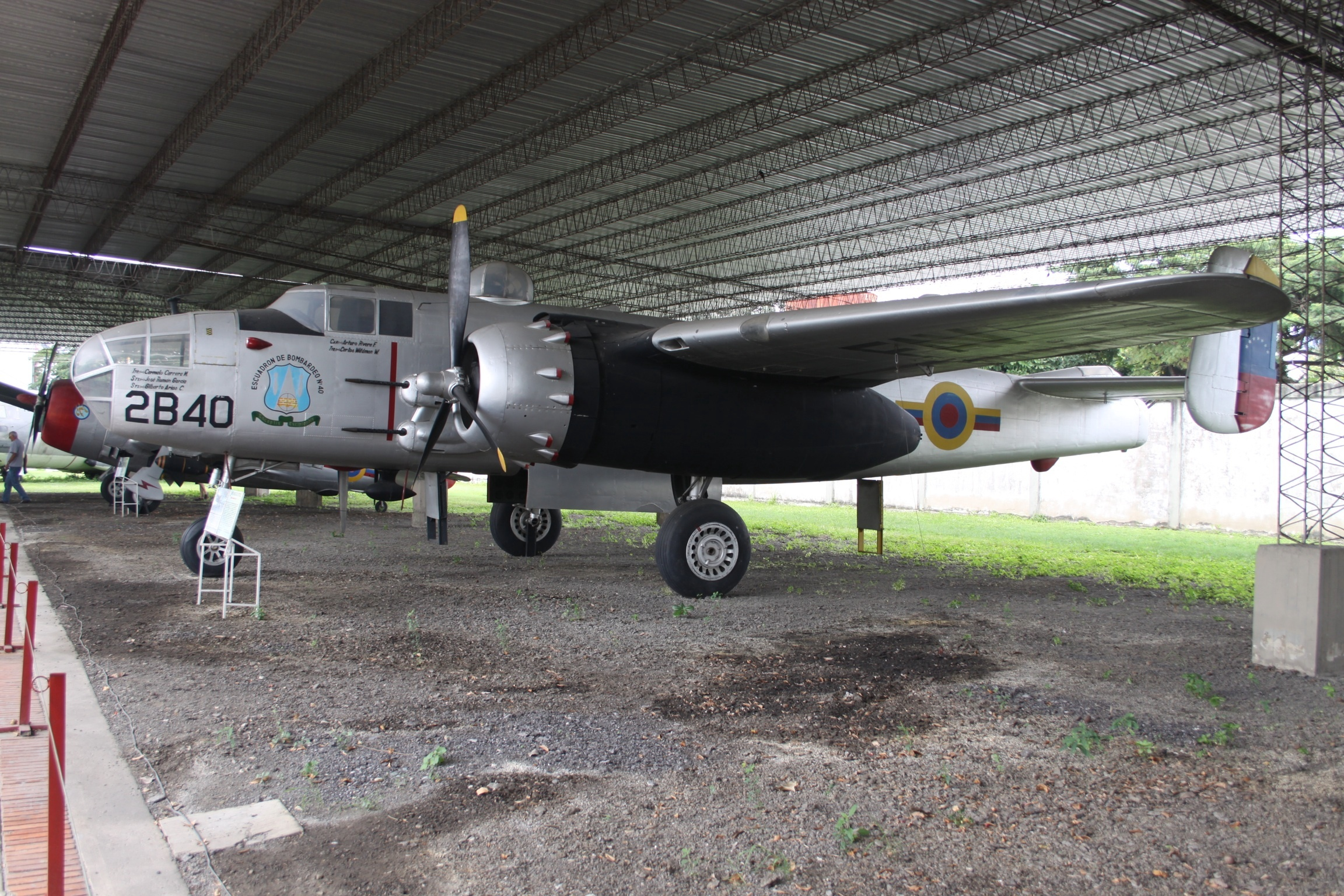
NA B-25J Mitchell
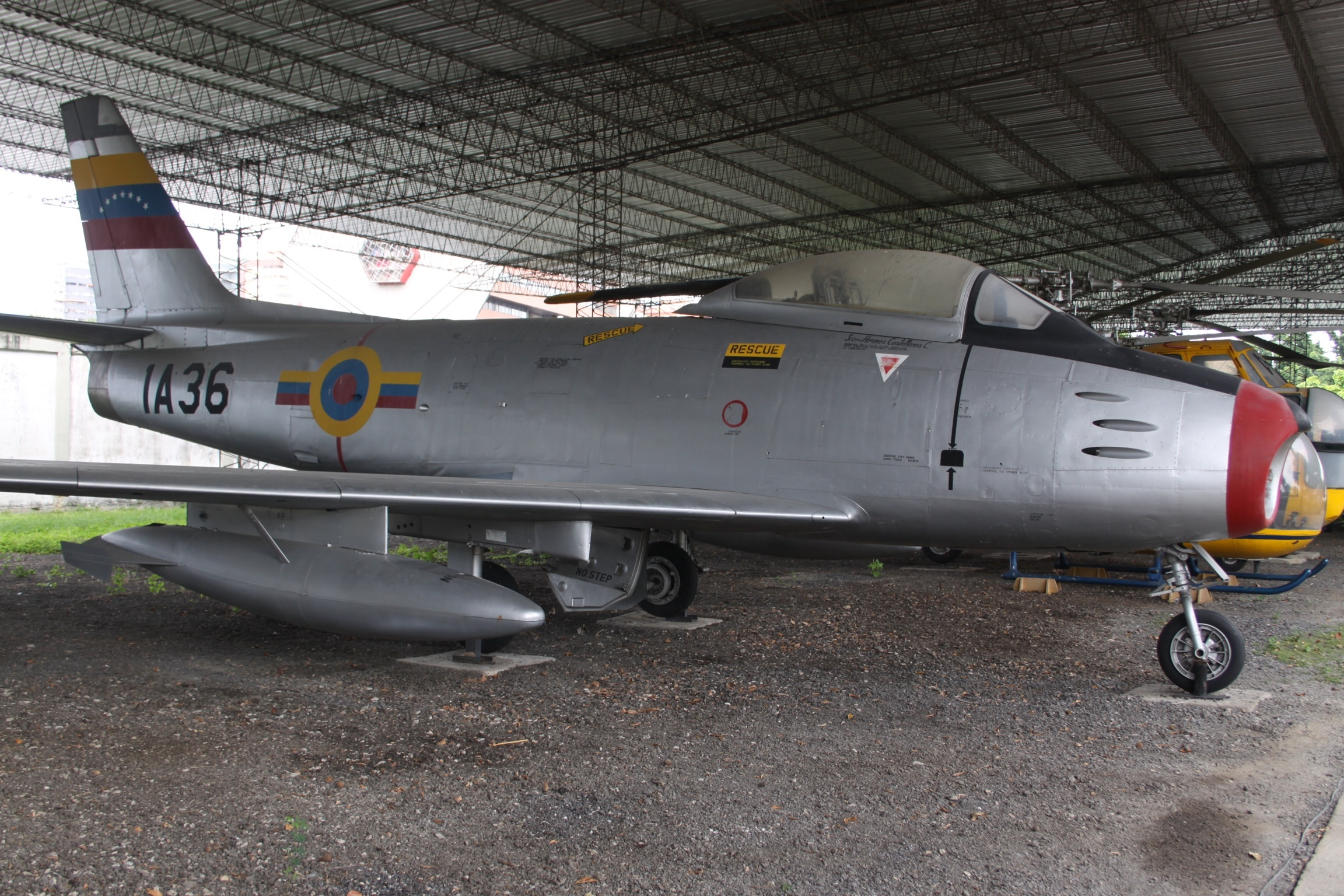
NA F-86F Sabre
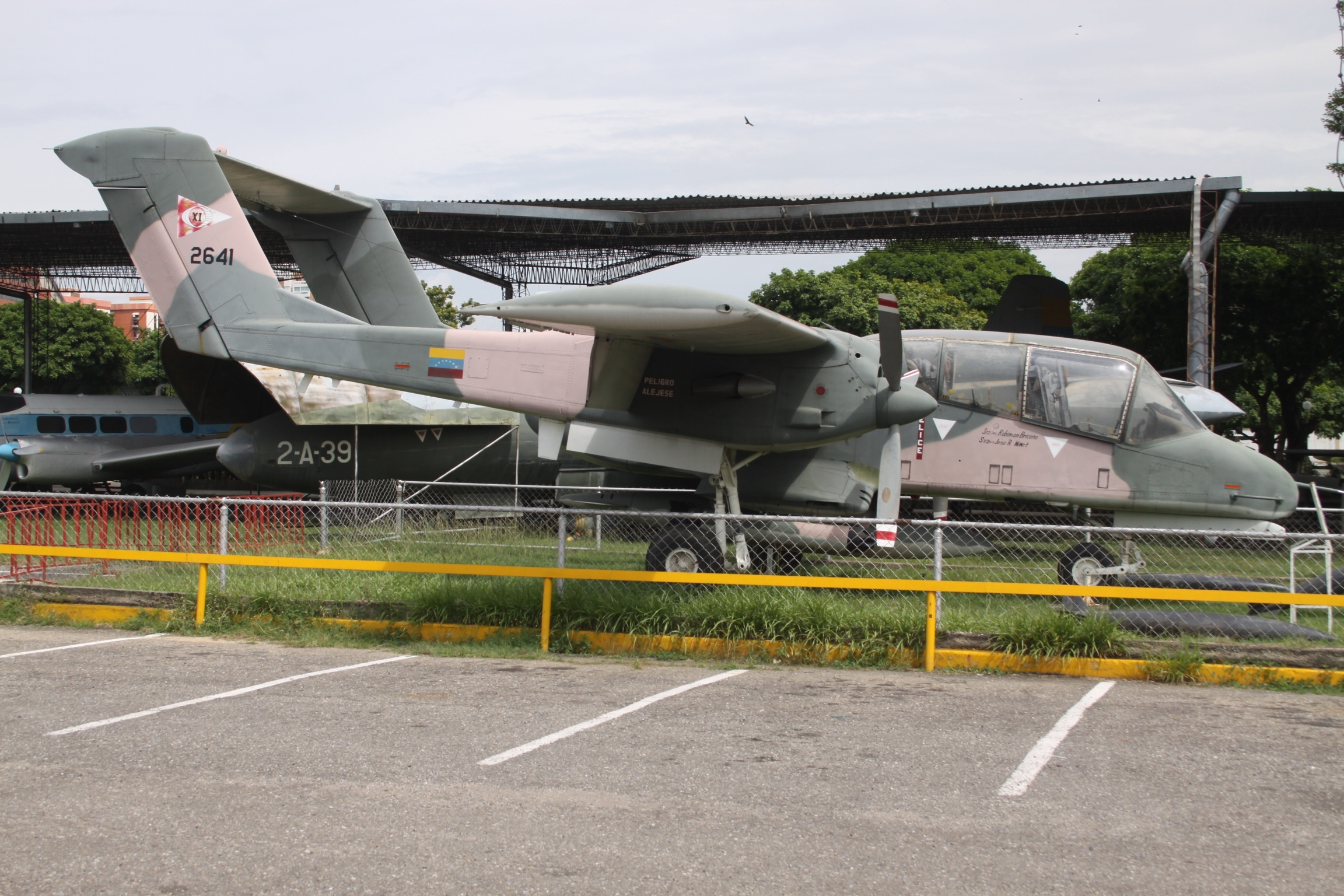
NA Rockwell OV-10E Bronco
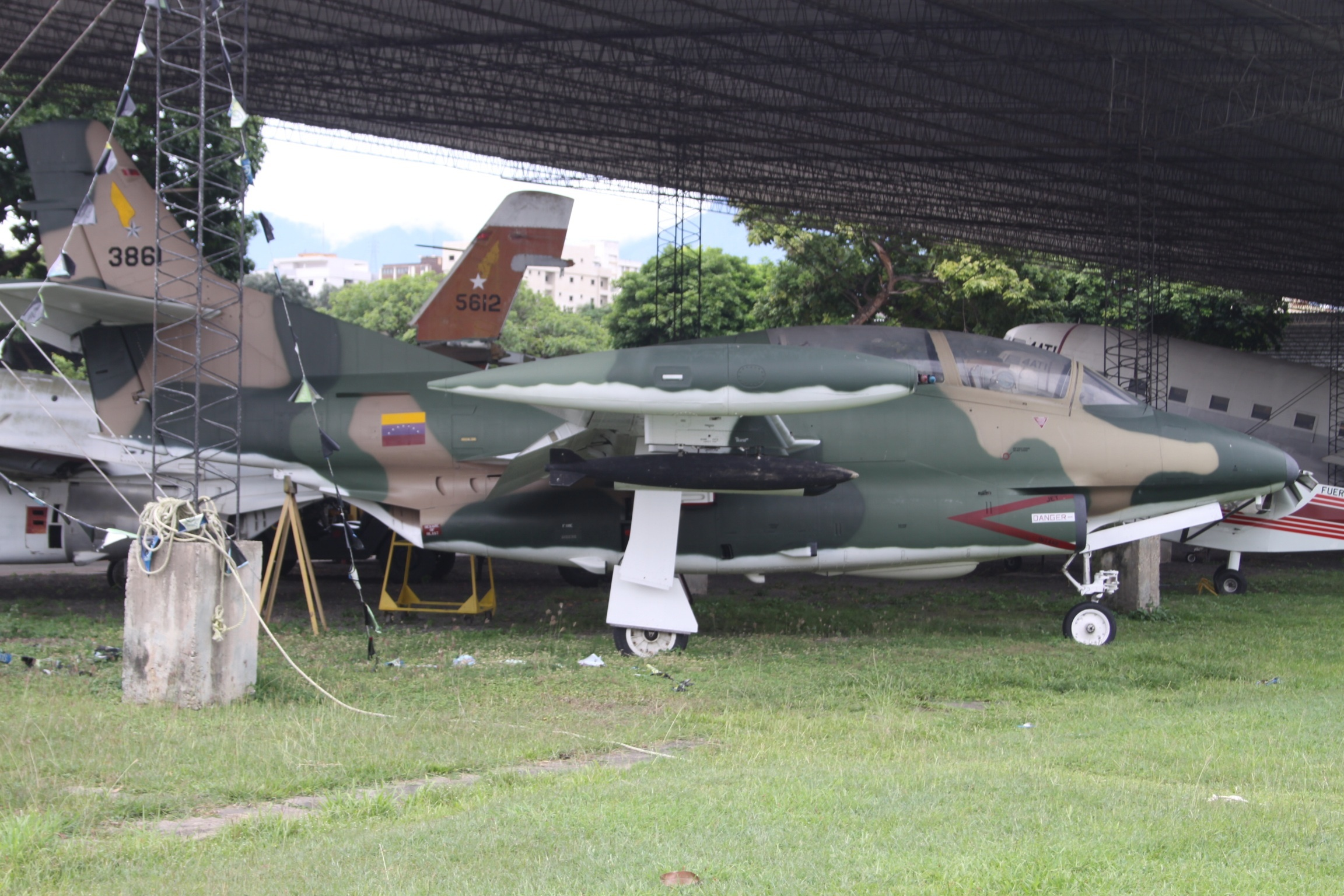
NA T-2 Buckeye
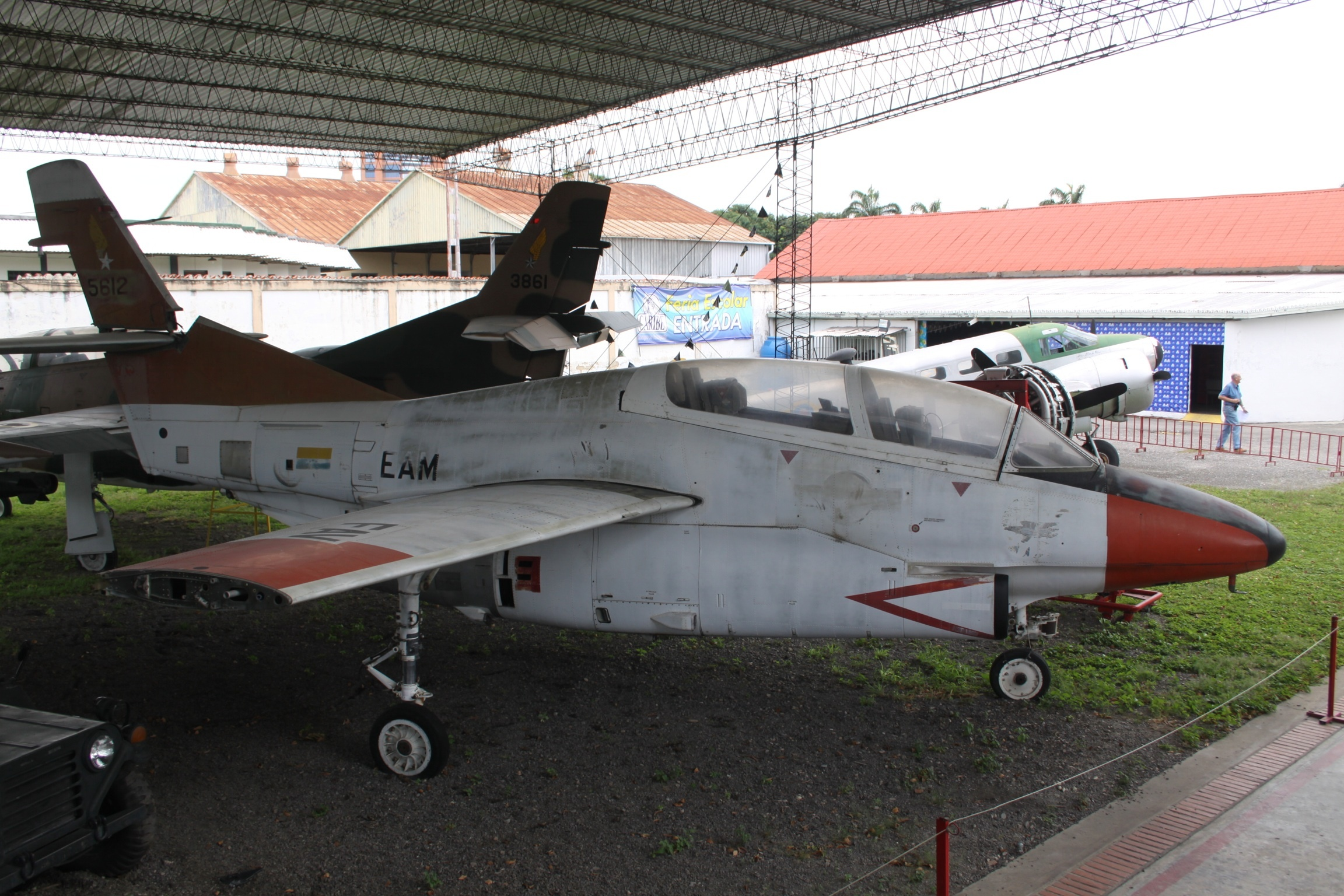
NA T-2D Buckeye
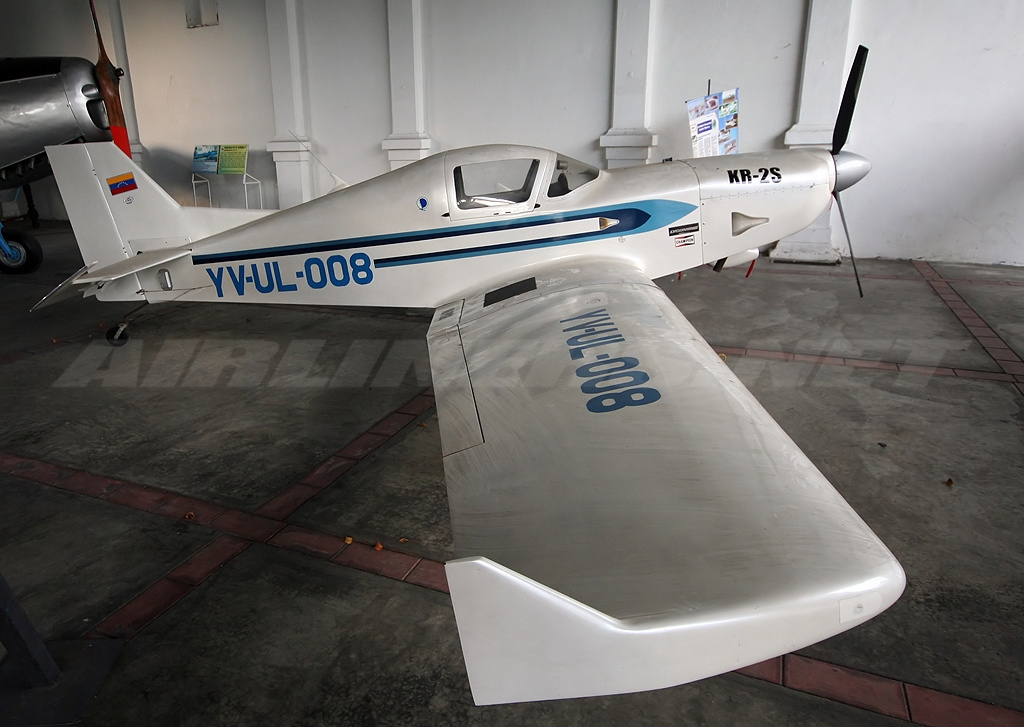
Rand Robinson KR-2S
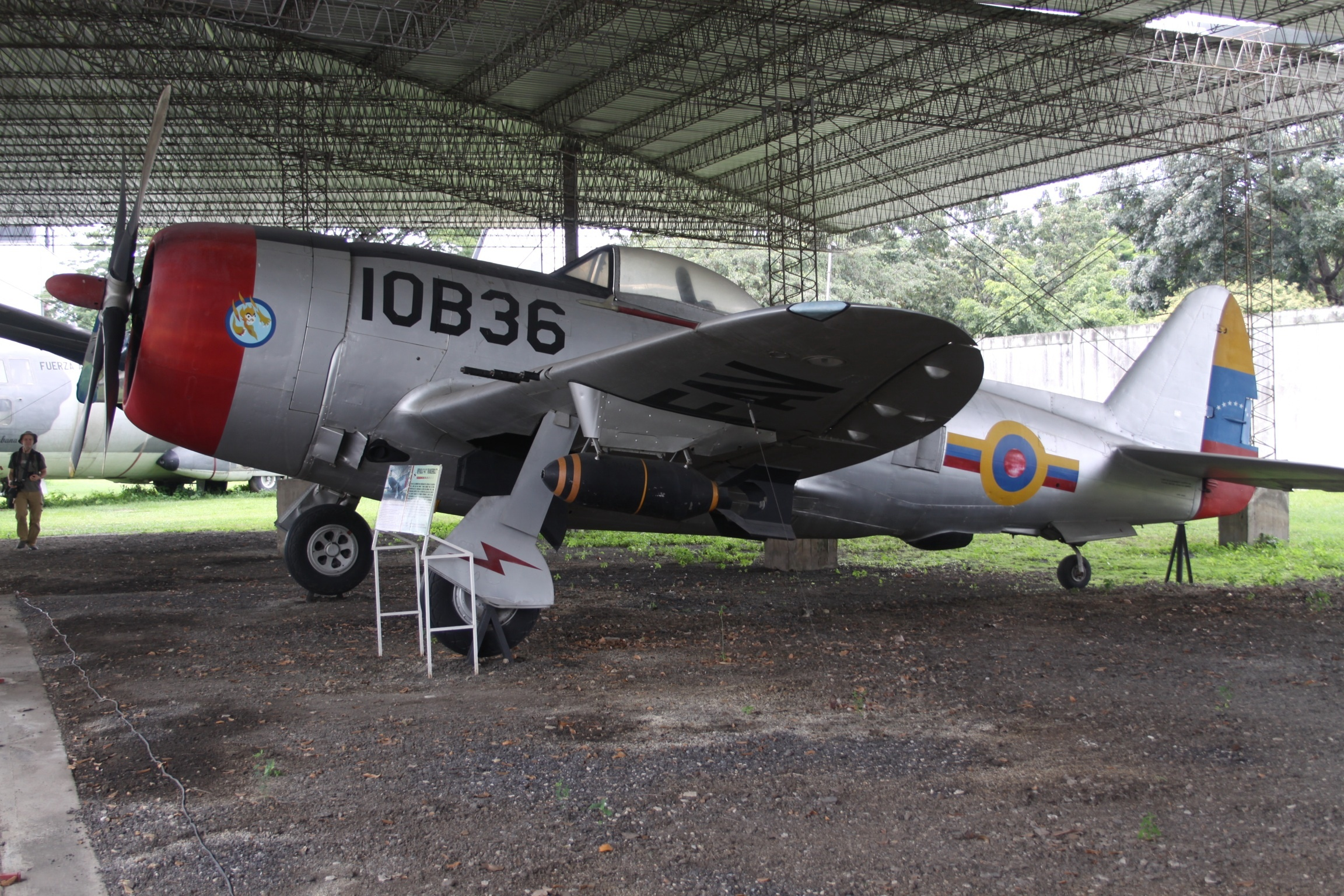
Republic P-47D Thunderbolt
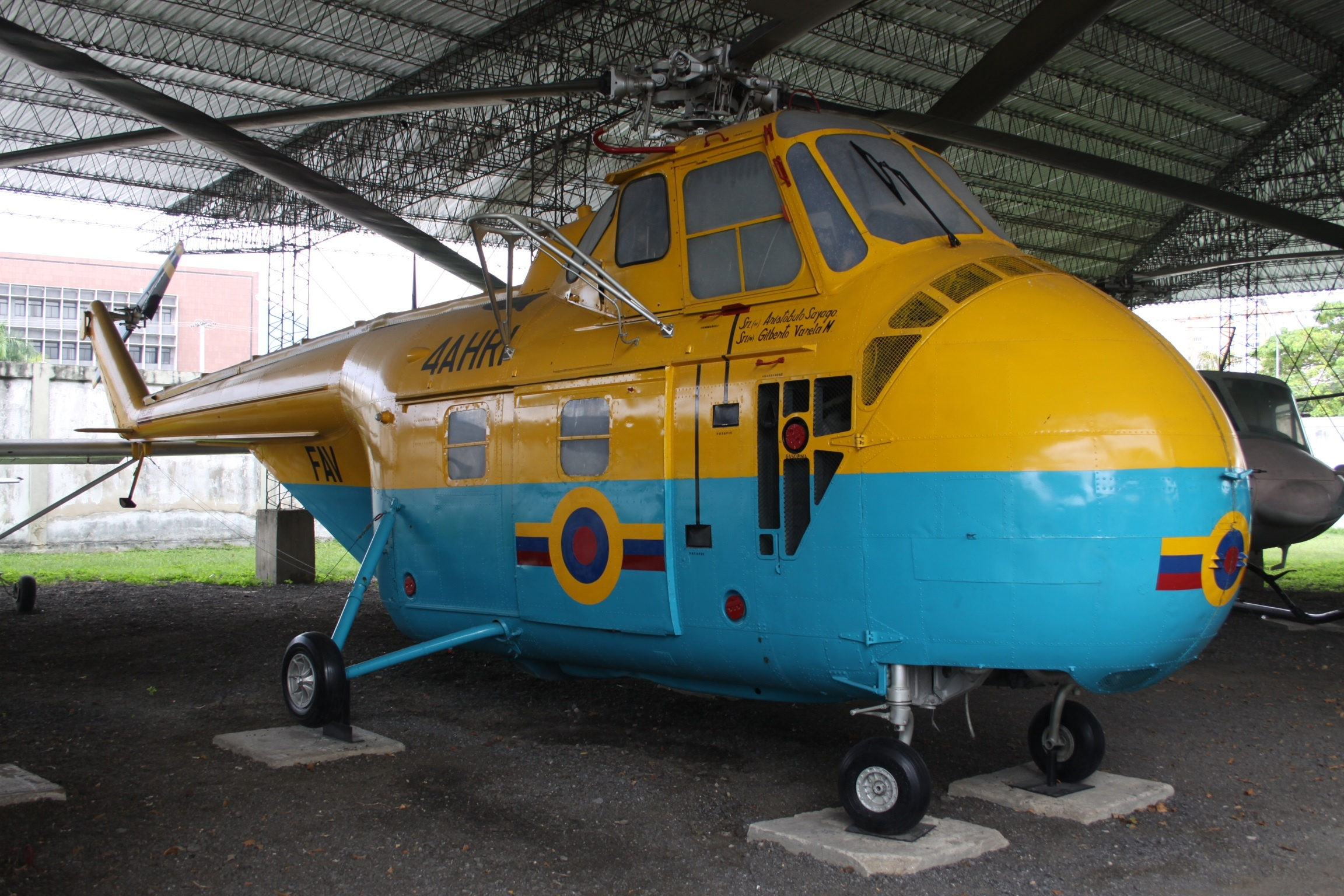
Sikorsky UH-19B
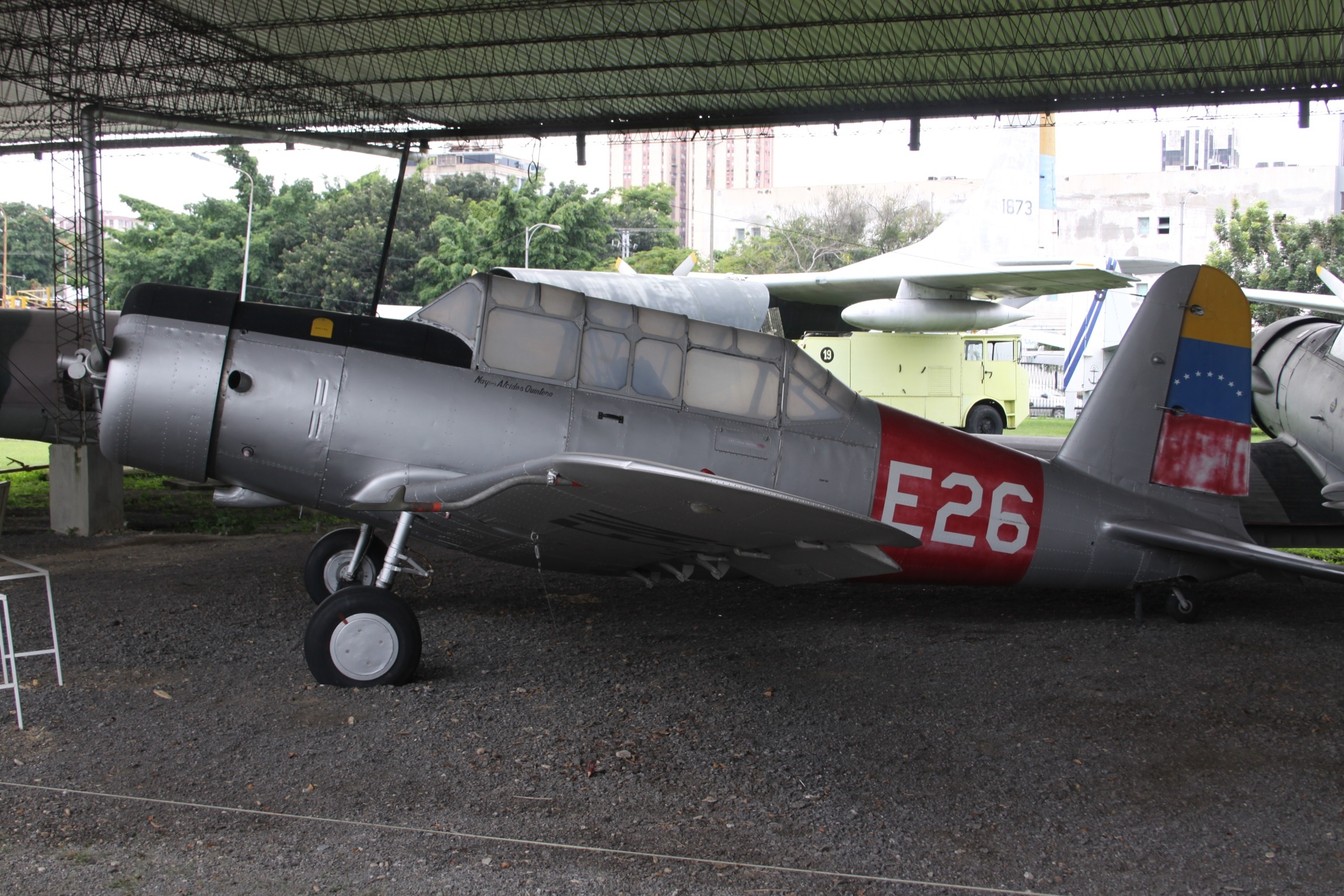
Vultee BT-15 Valiant
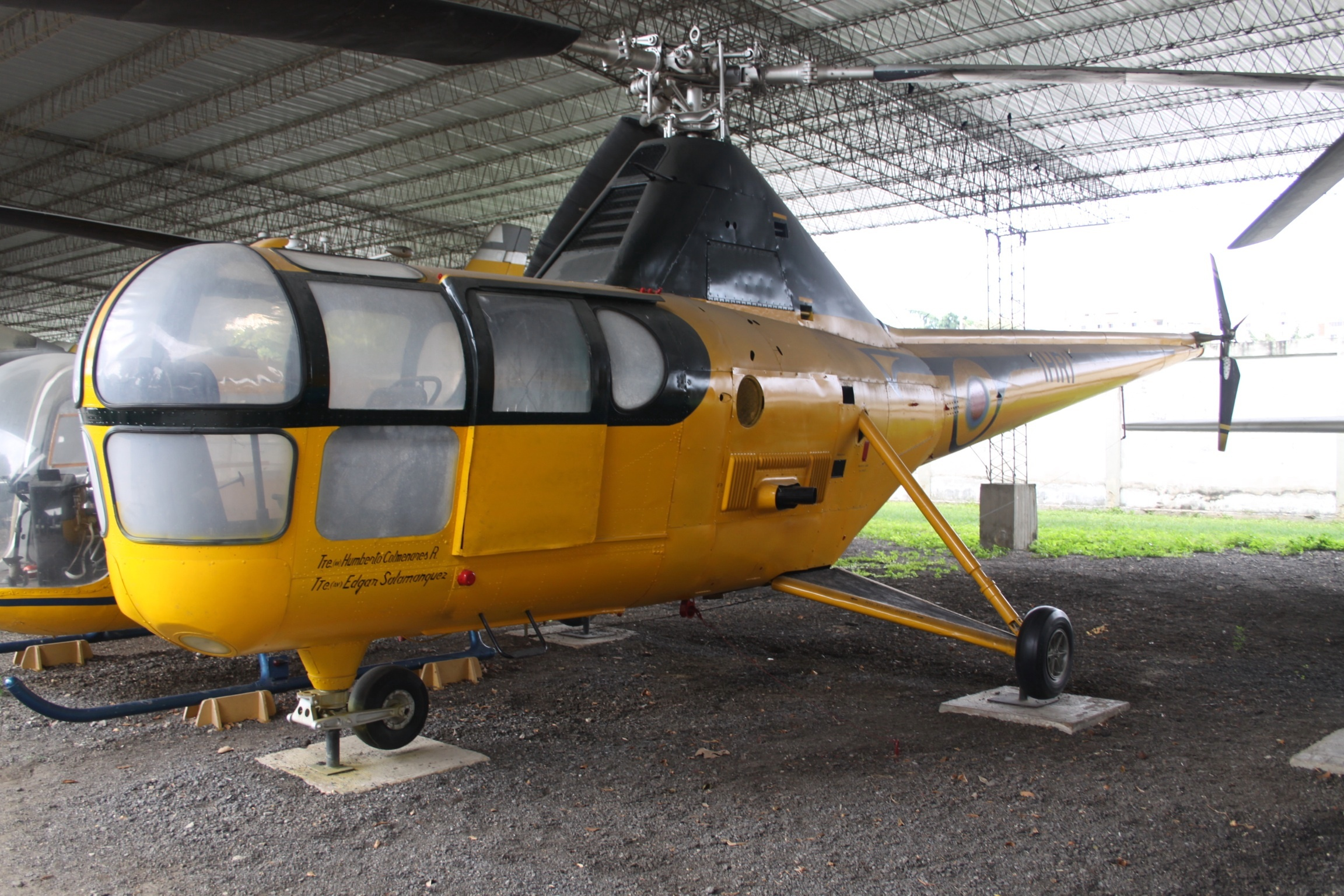
Westland Dragonfly HR.3
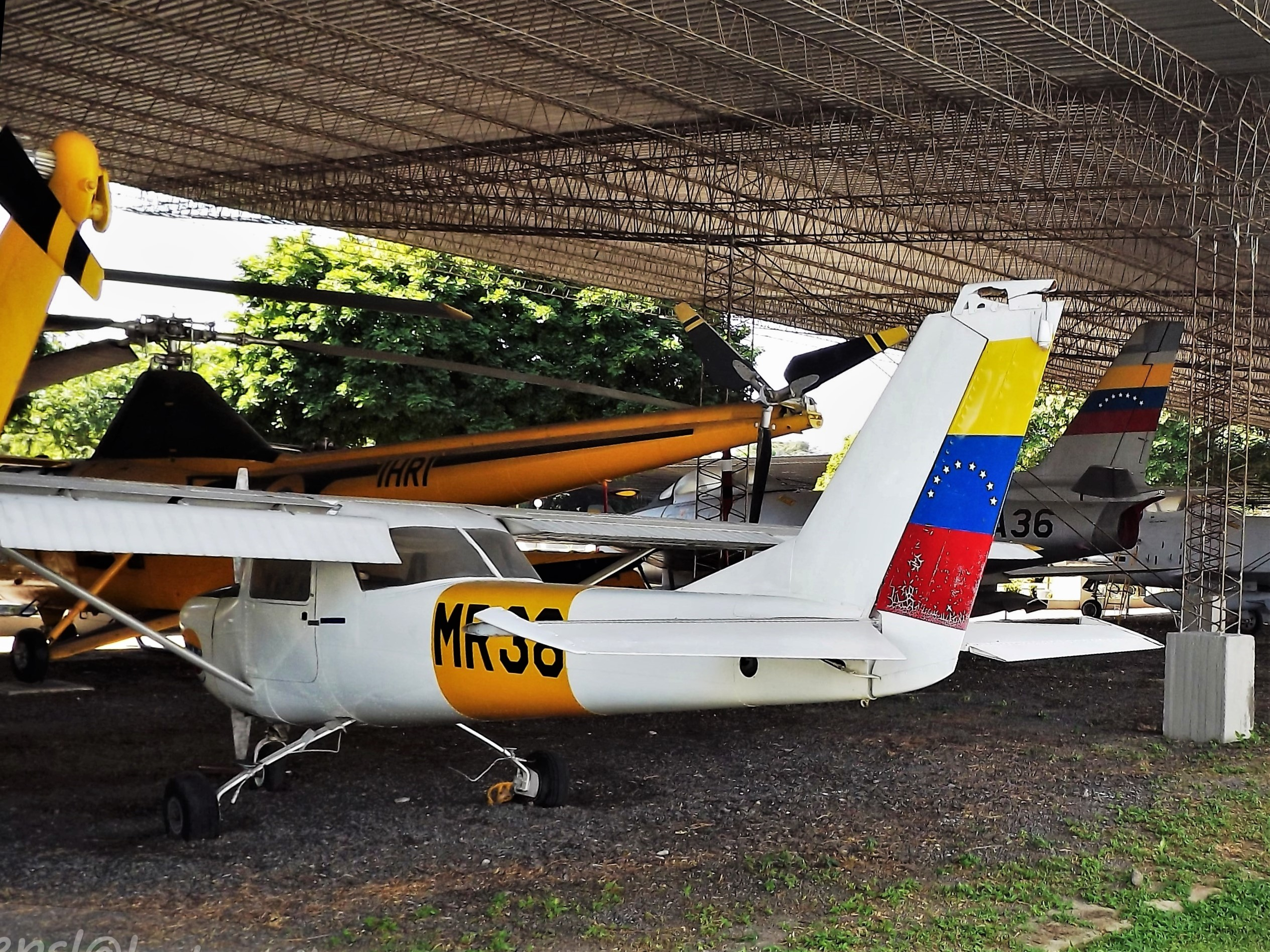
Cessna 150D
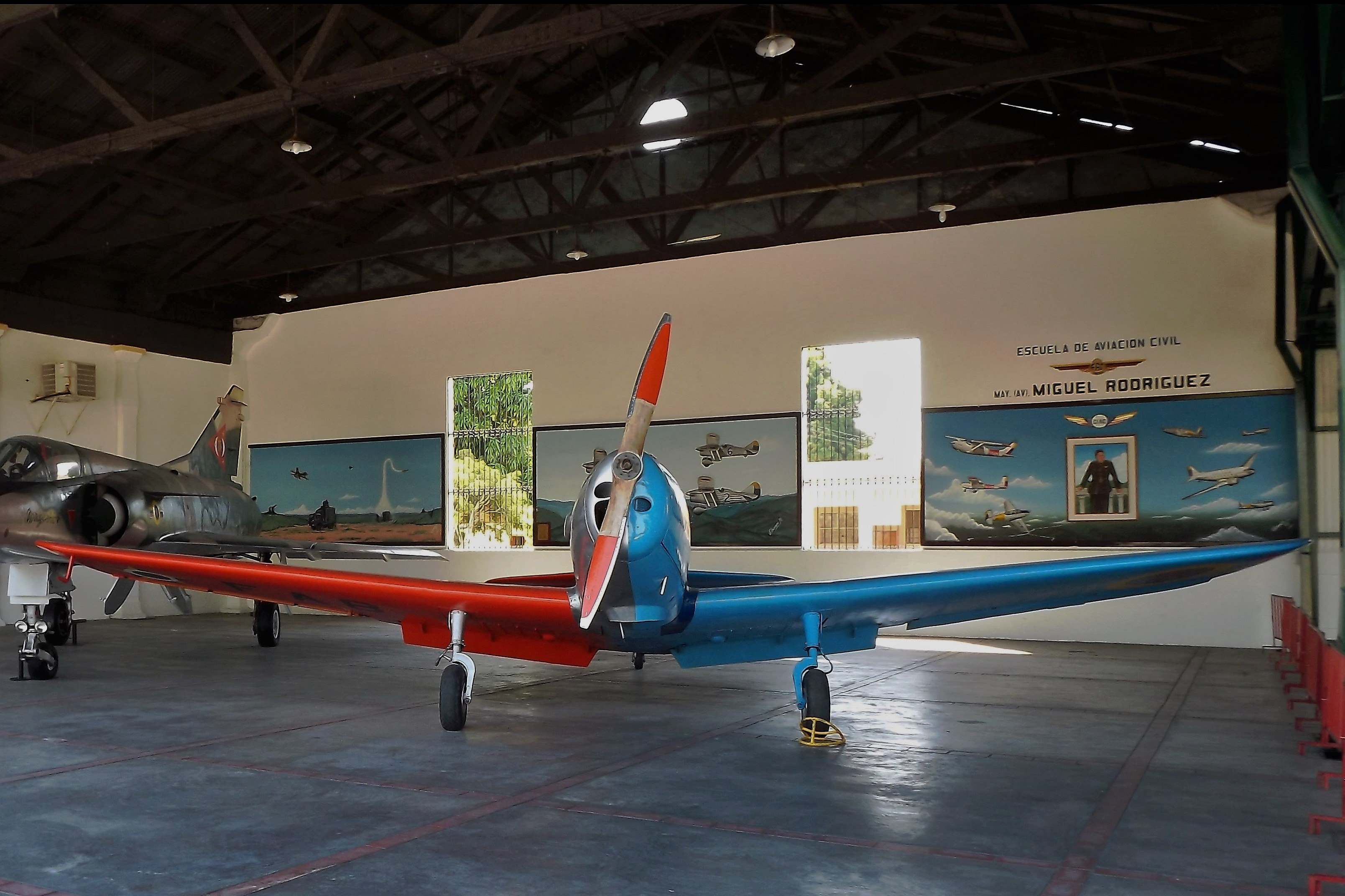
Fairchild PT-19
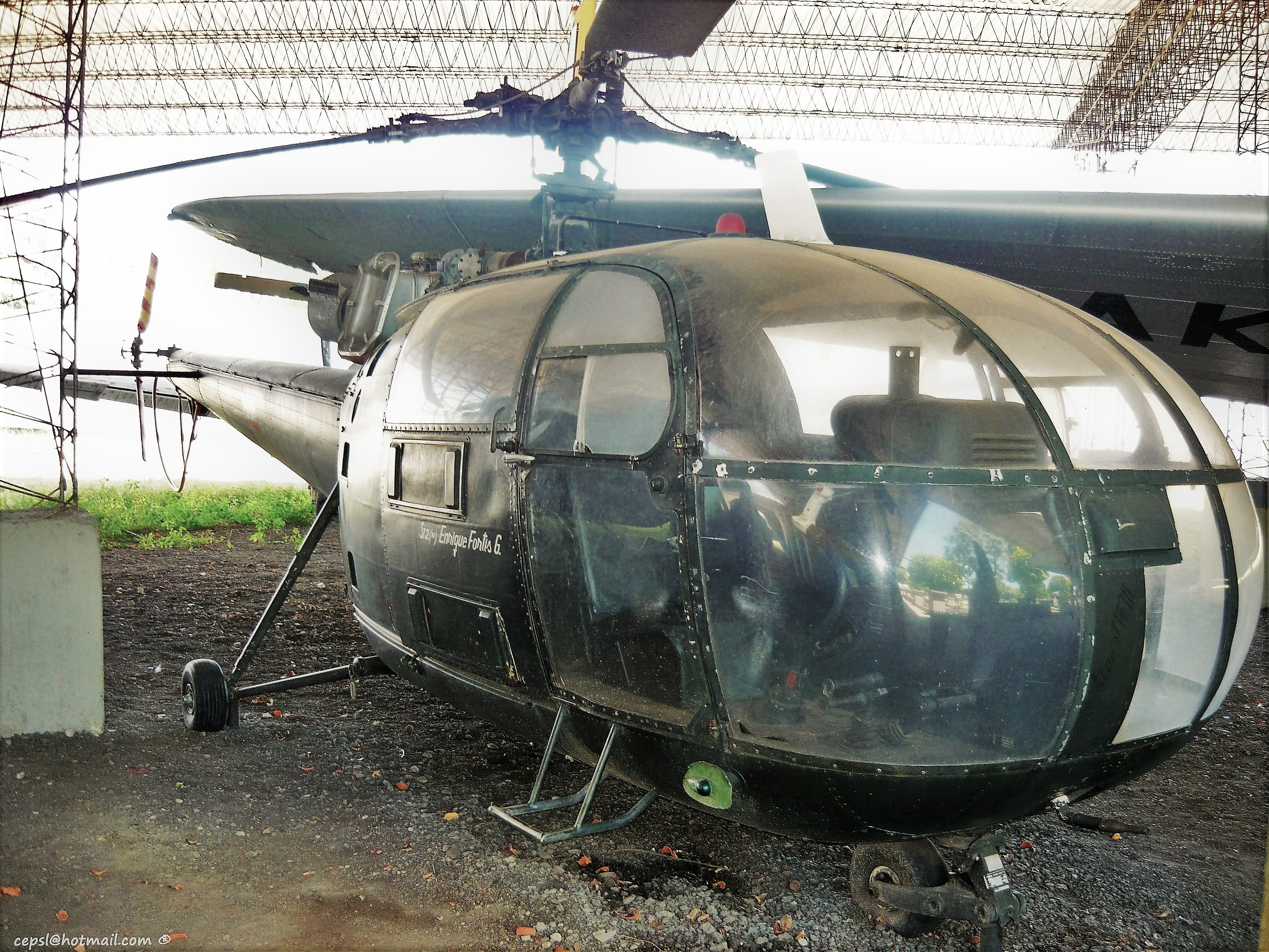
Aérospatiale Alouette III
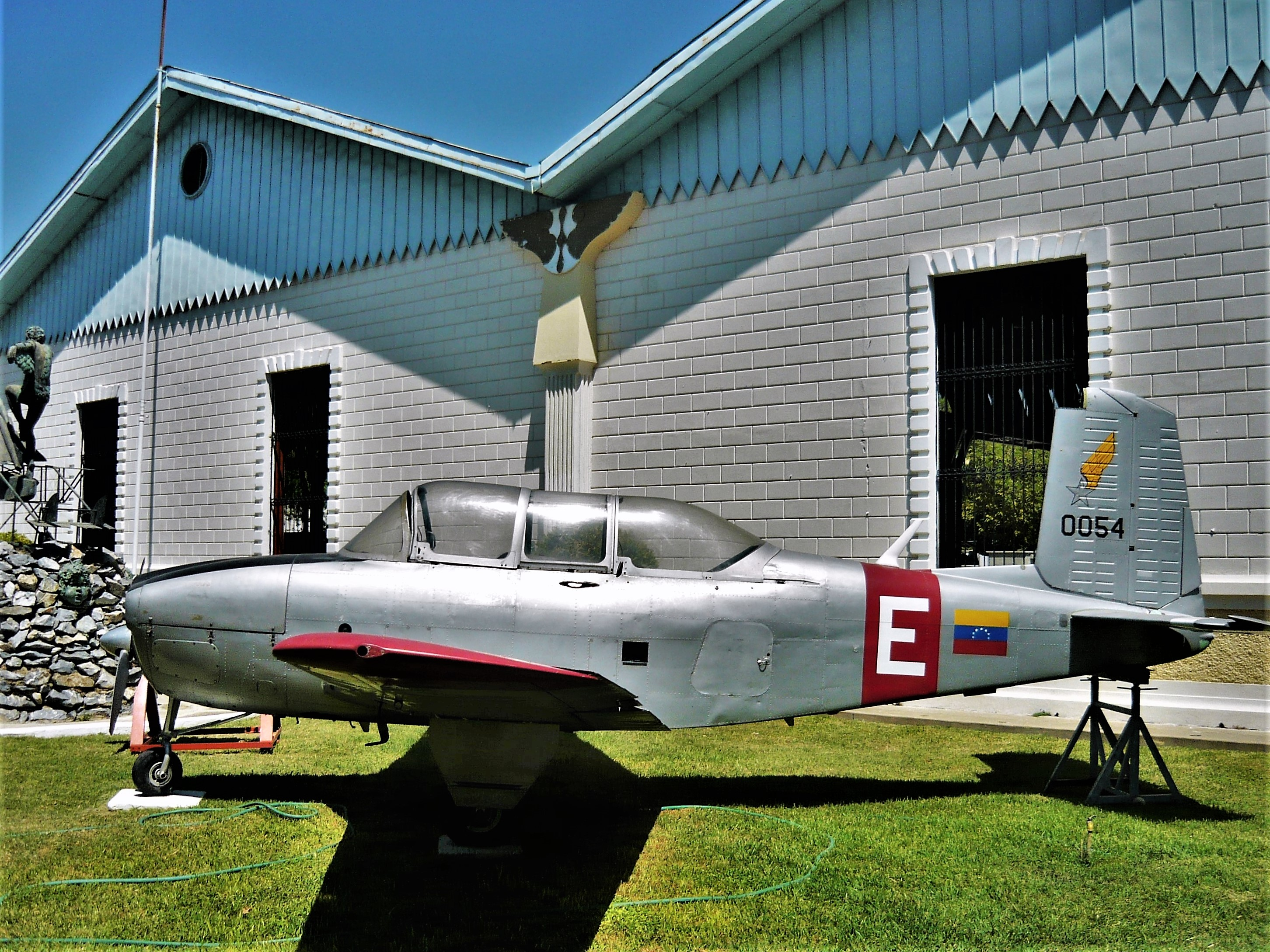
Beechcraft T-34 Mentor
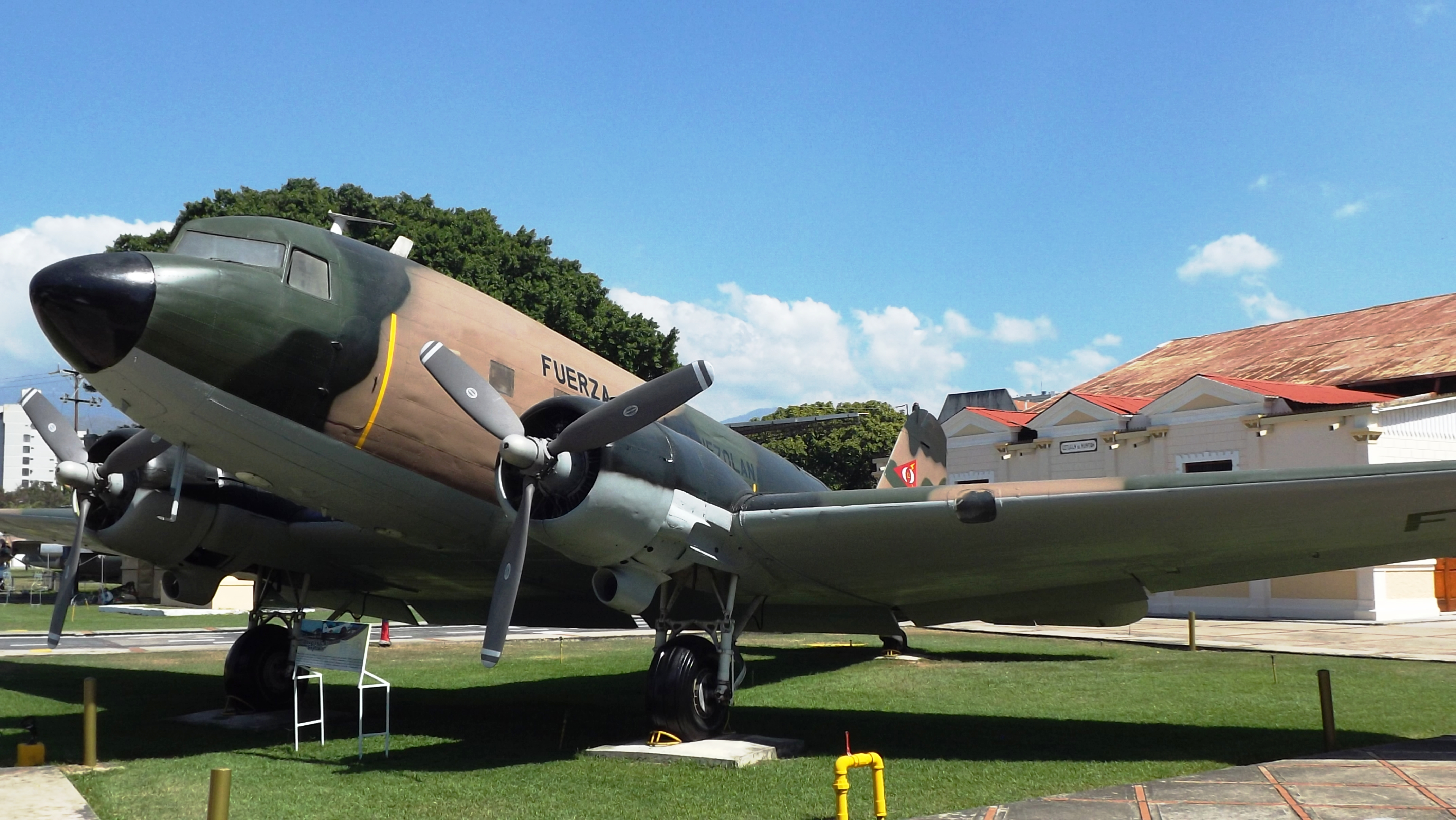
Douglas C-47 Skytrain
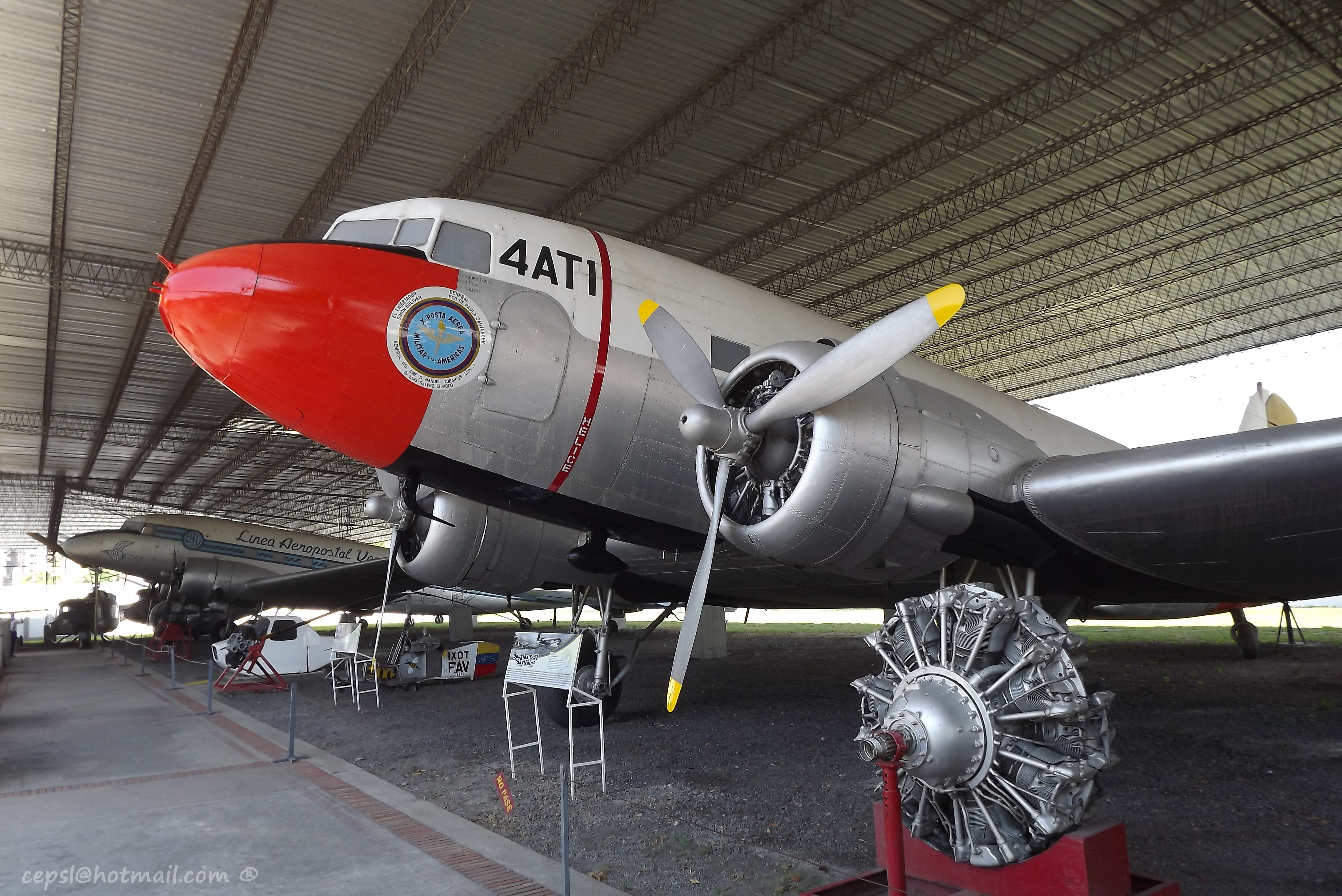
Douglas C-49K
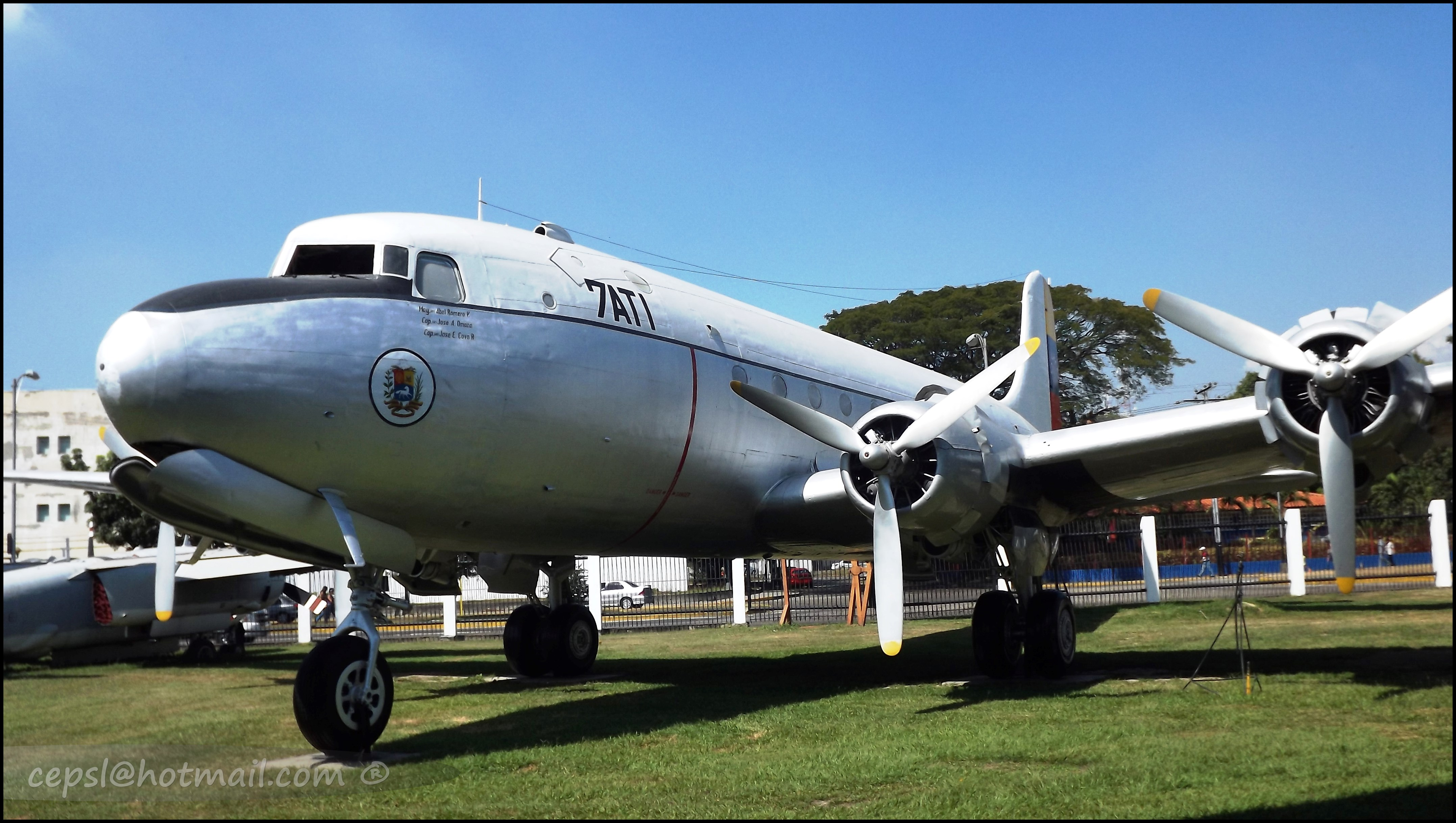
Douglas C-54 Skymaster
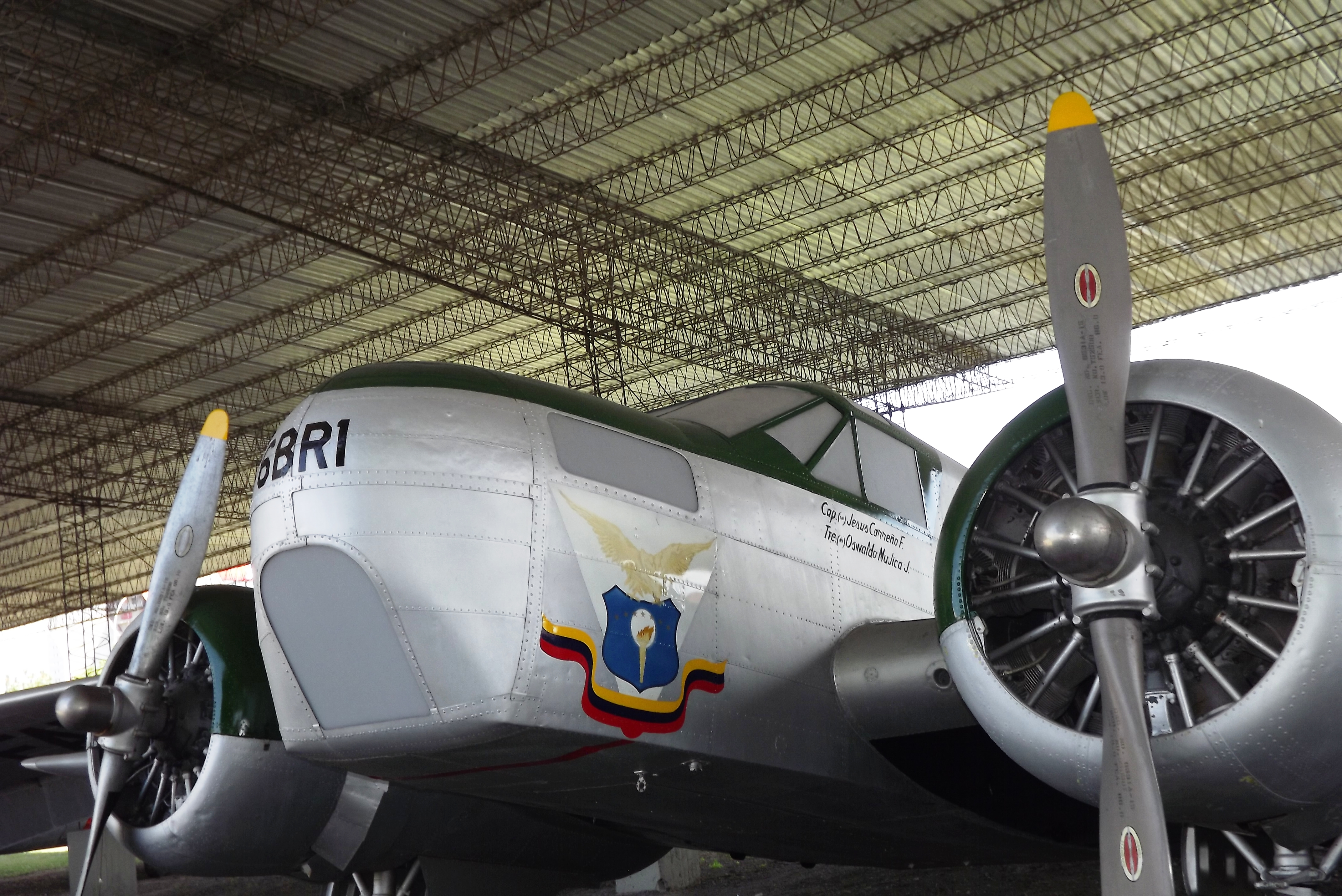
Beechcraft AT-7 Navigator
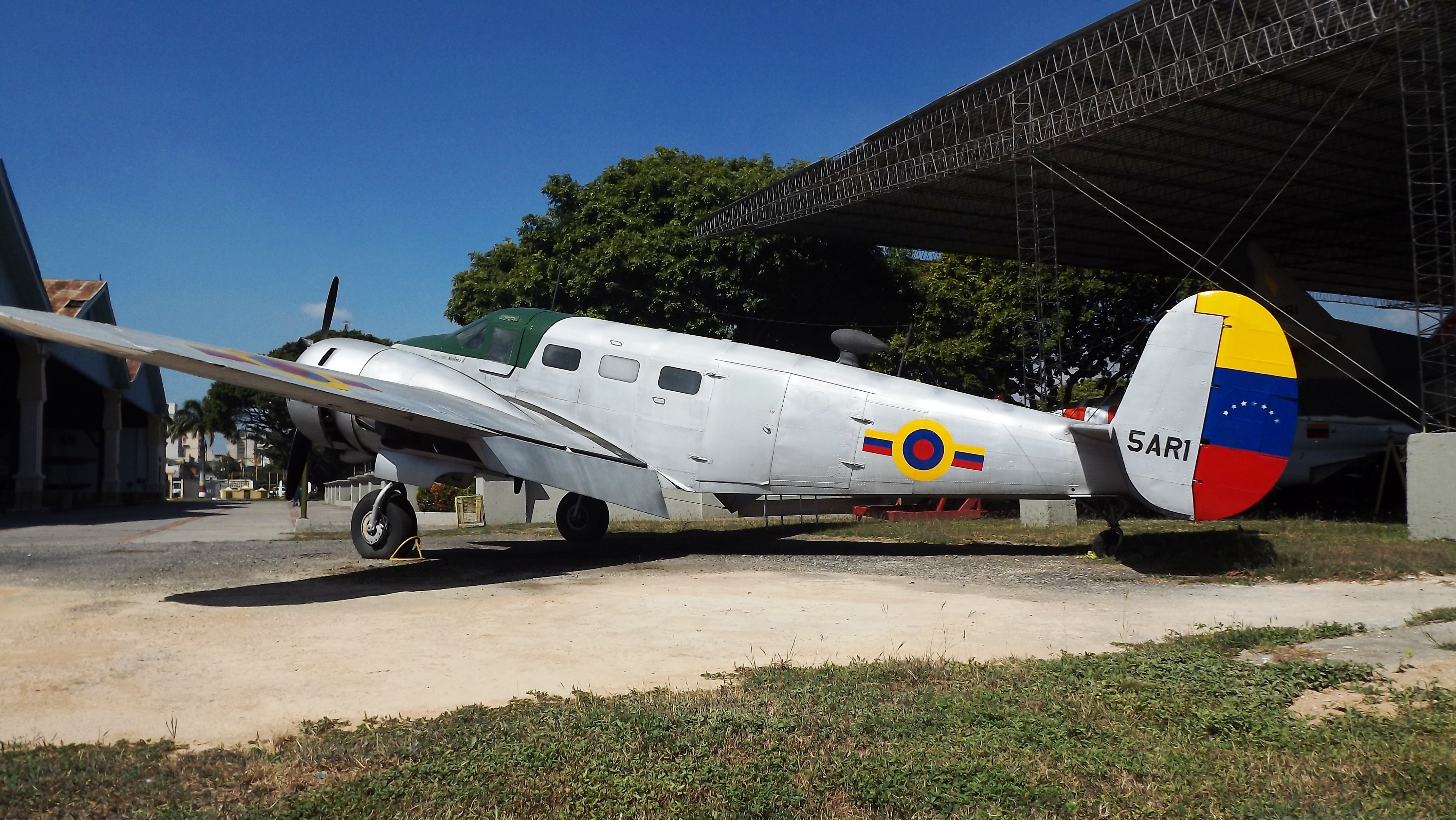
Beechcraft Model 18
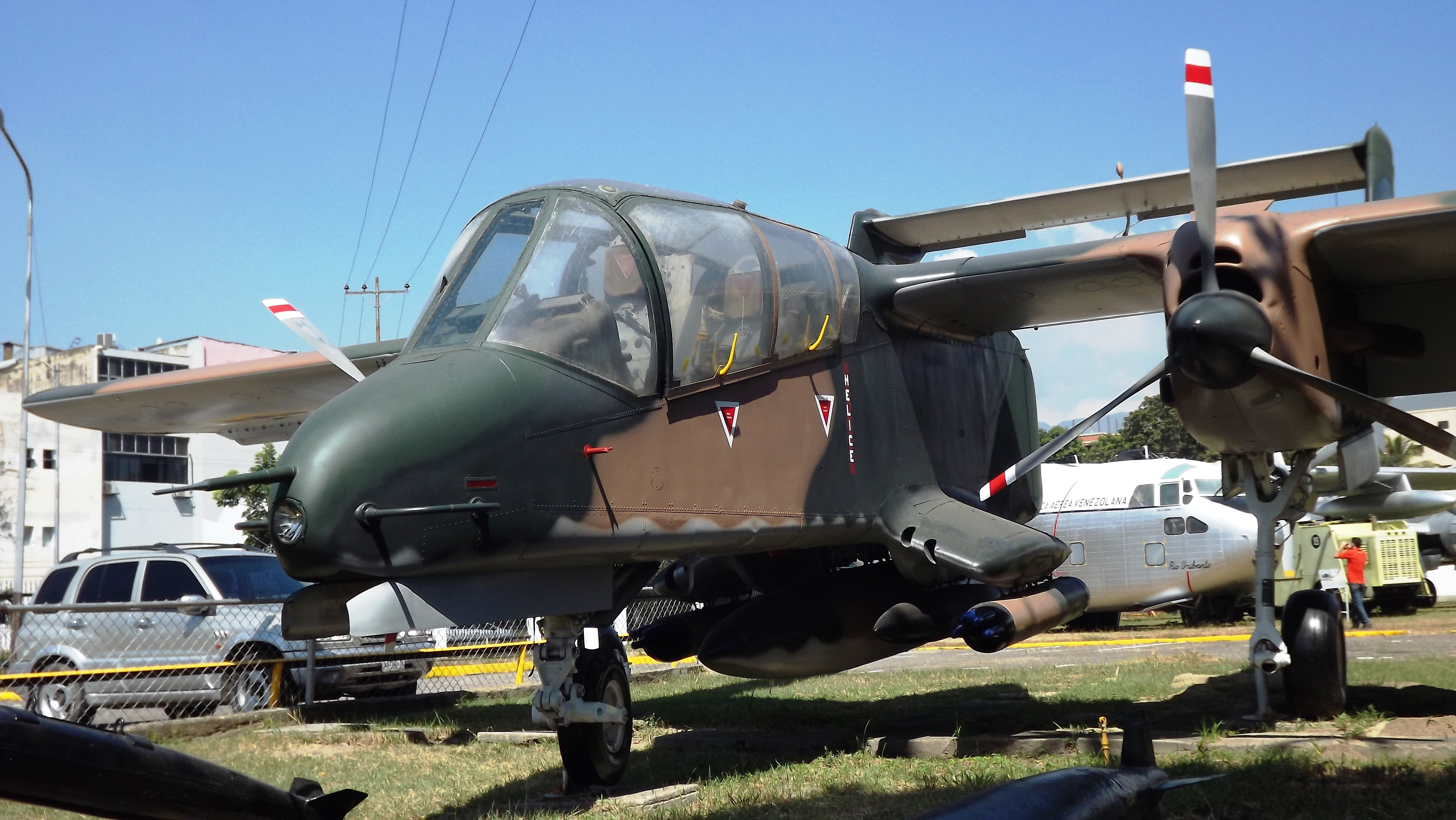
North American Rockwell OV-10 Bronco
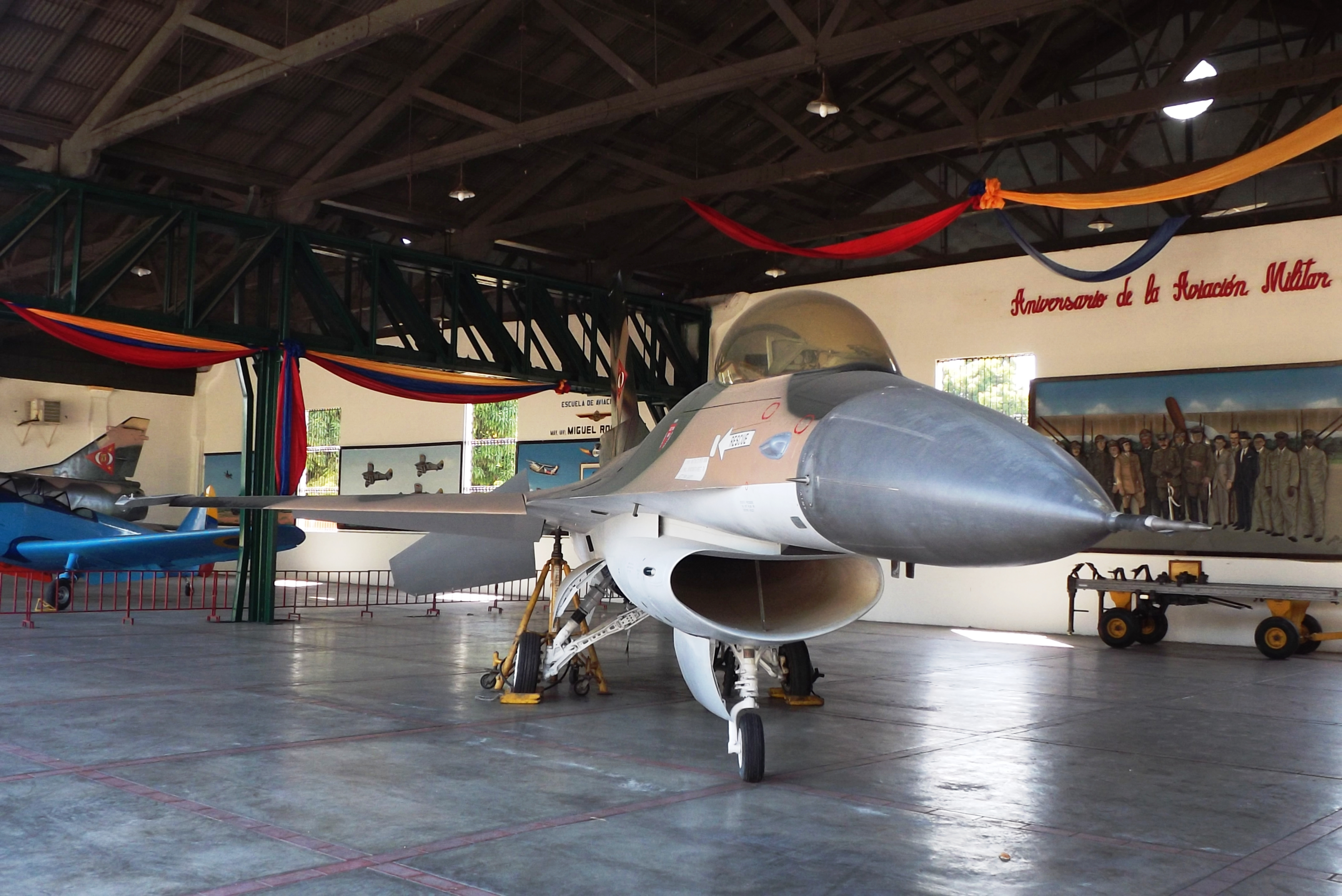
F-16 Fighting Falcon
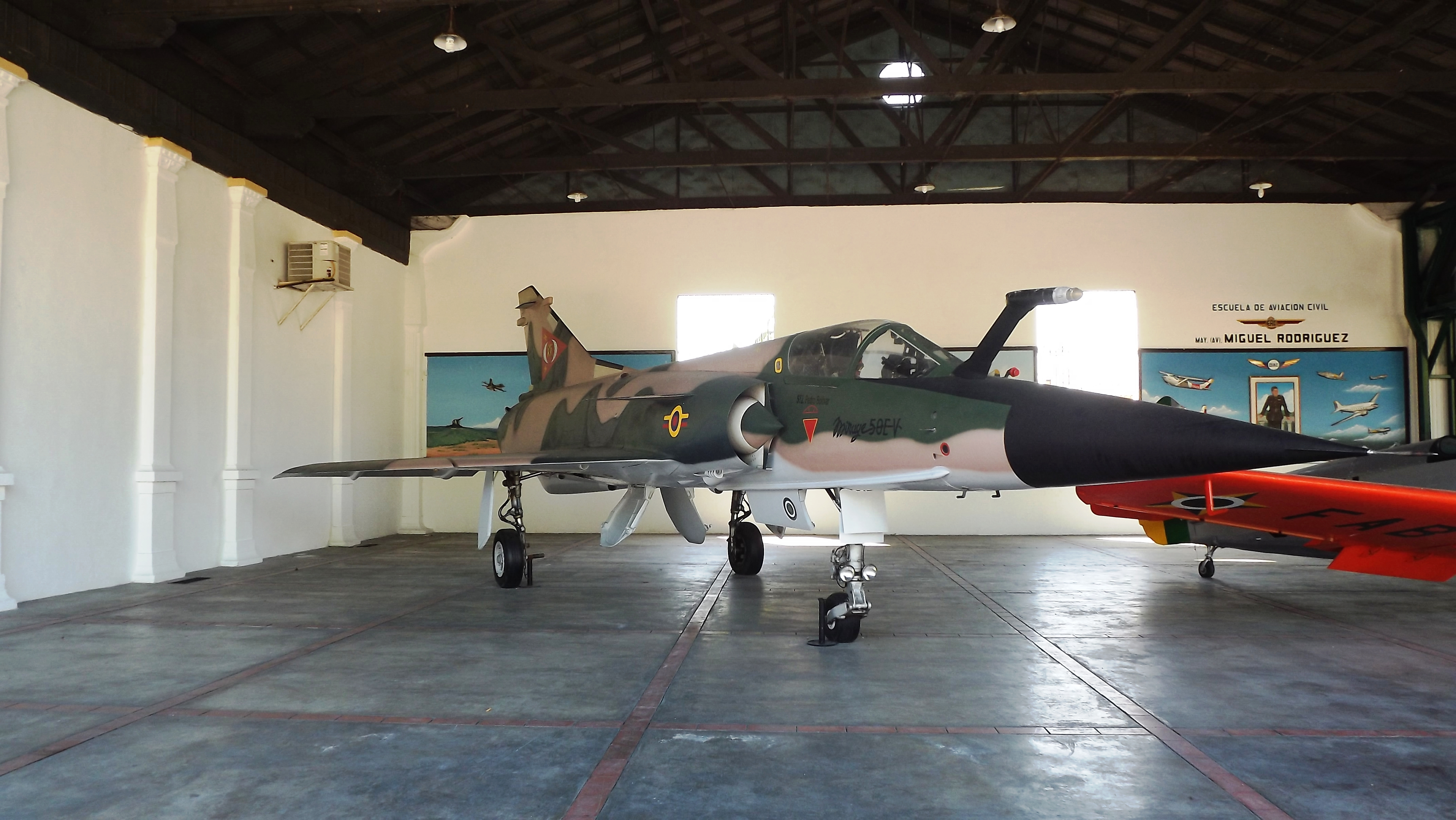
Dassault Mirage 5
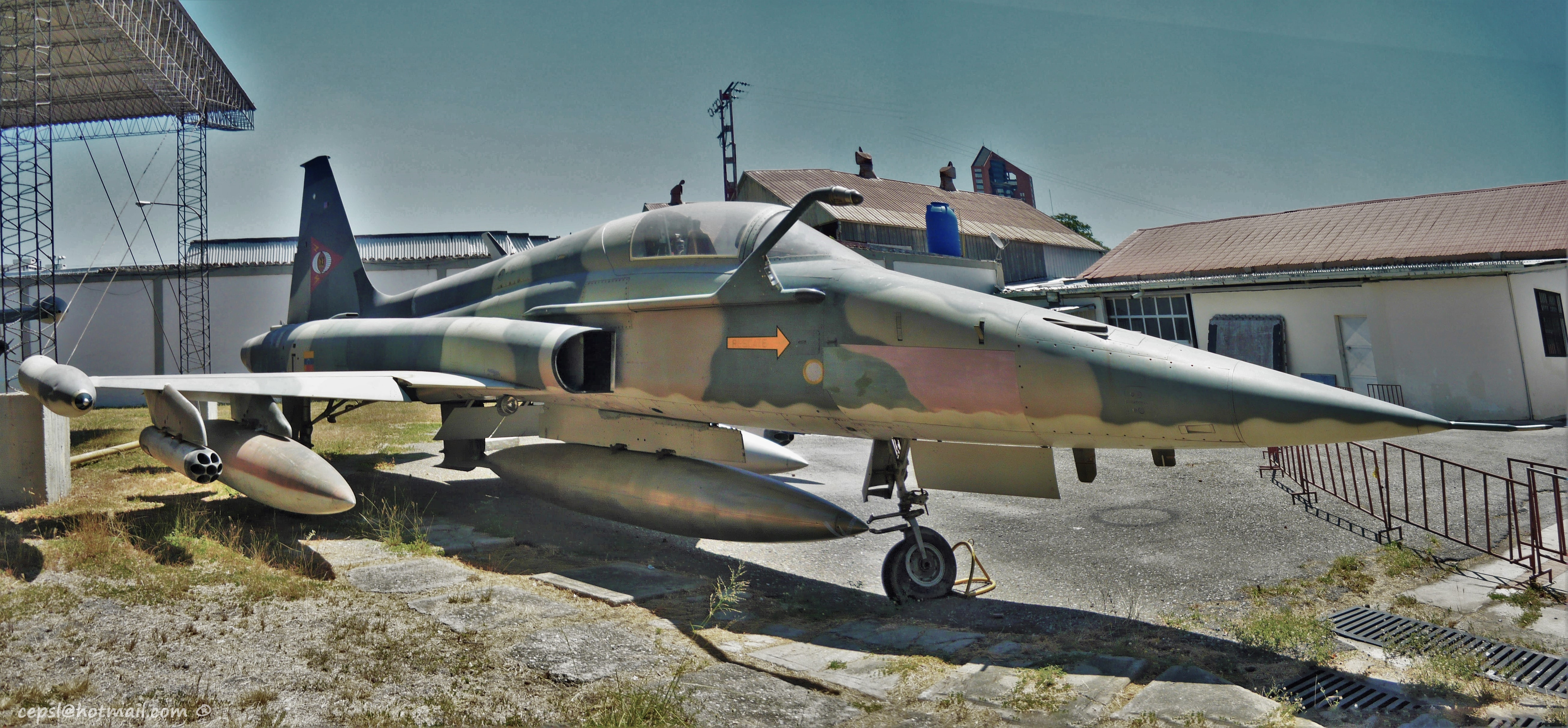
Canadair CF-5
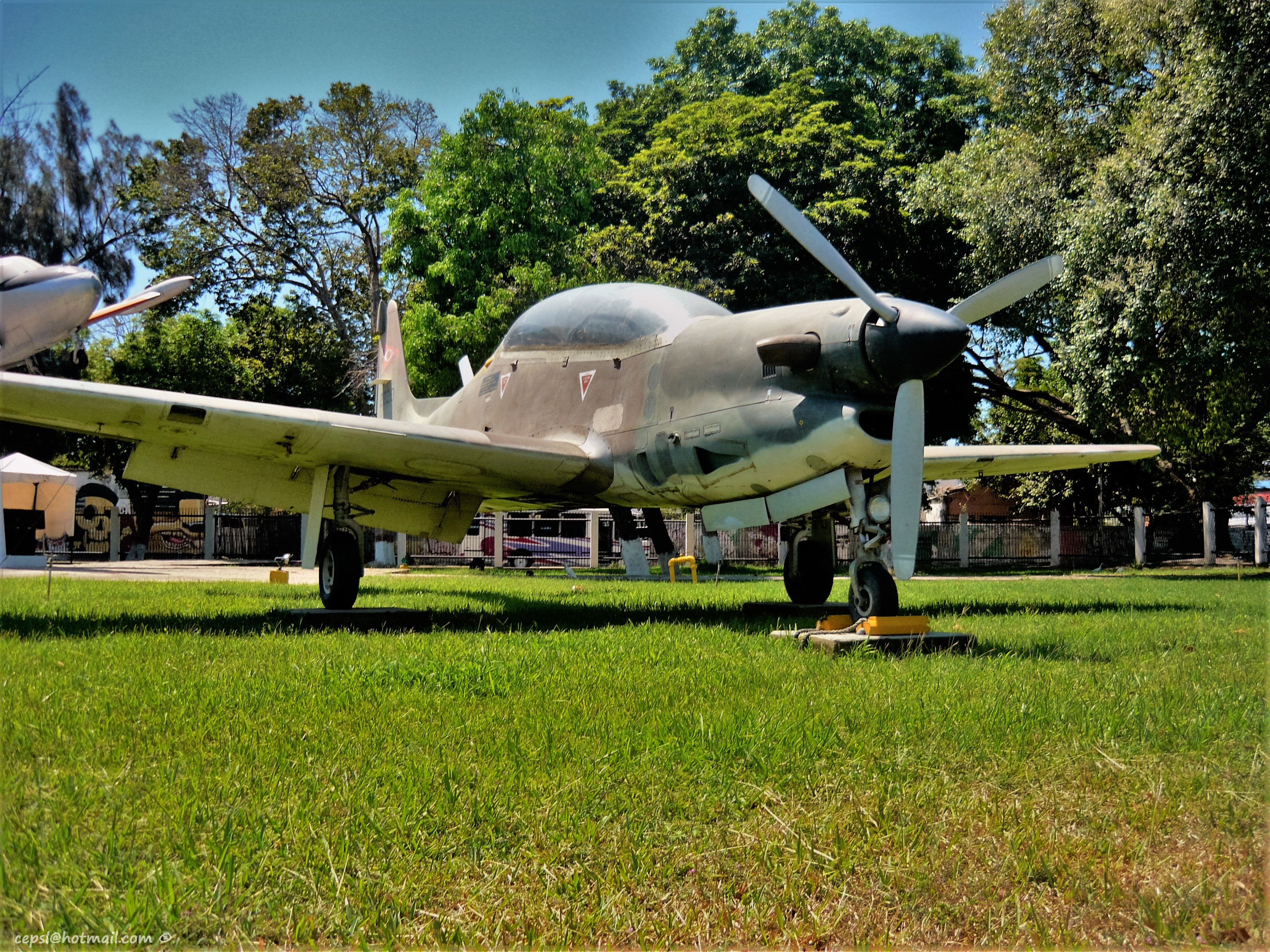
Embraer EMB 312 Tucano
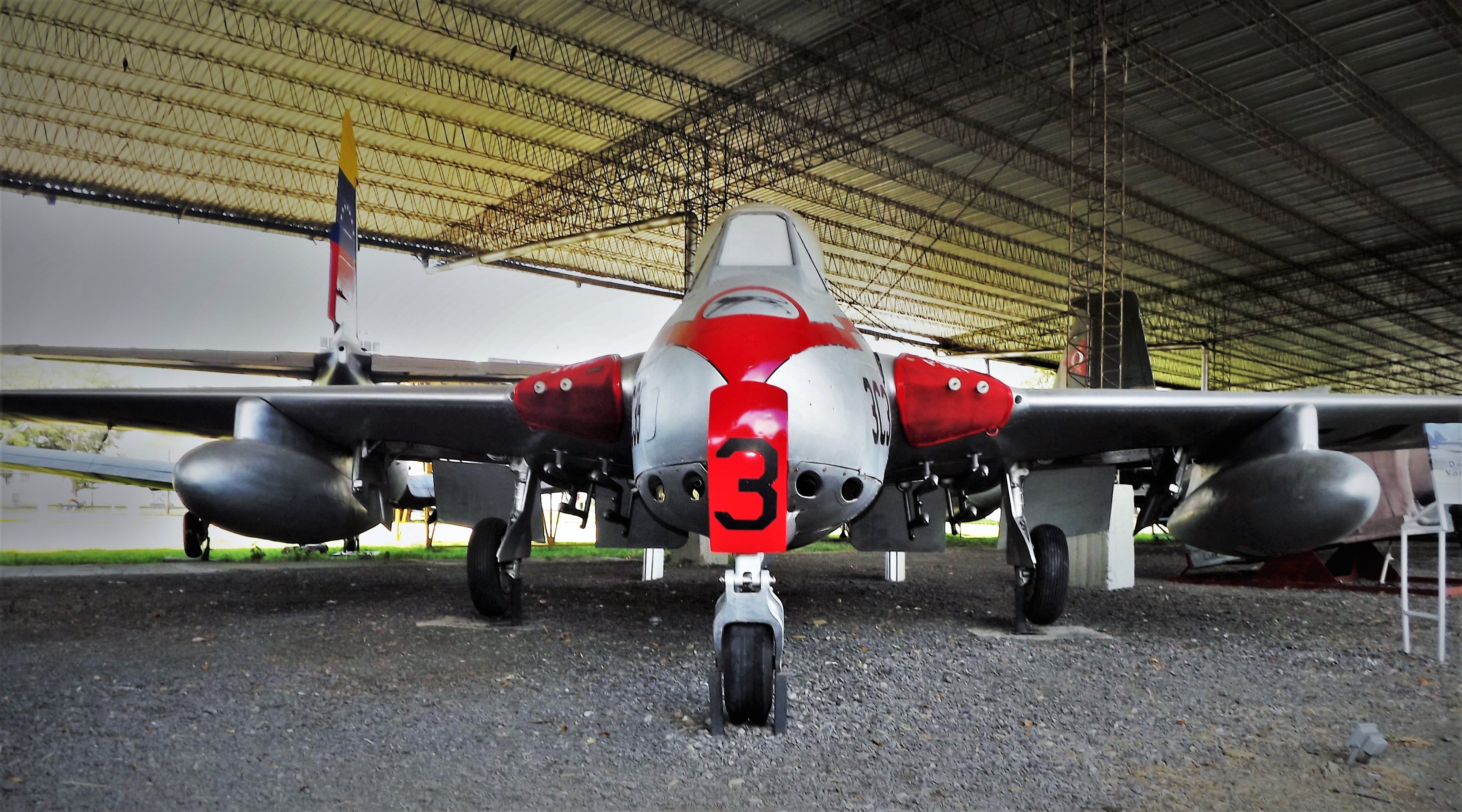
de Havilland DH.100 Vampire